# Kaktusowate
Kaktusowate (Cactaceae Juss., zwyczajowo nazywane kaktusami) – rodzina sukulentów łodygowych (wieloletnich, zielnych lub częściowo zdrewniałych), należąca do rzędu goździkowców. Należy do niej, w zależności od systemu klasyfikacyjnego, od 24 do 220 rodzajów, a w ich ramach od 1500 do 2000 gatunków. Występują głównie na kontynentach amerykańskich, skąd pochodzą.

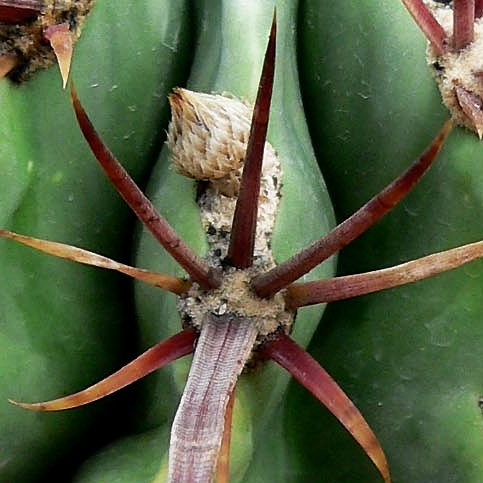
Areola Ferocactus recurvus z cierniami i wyrastającym kwiatem

Przystosowane do suchych warunków, największe zróżnicowanie osiągają na terenach półpustynnych i górskich, choć są także rodzaje występujące w lasach deszczowych. Charakterystyczną cechą budowy roślin z tej rodziny jest posiadanie areoli nieobecnych u innych roślin oraz acykliczne lub spiralne ułożenie elementów kwiatu (brak okółków).
Kaktusowate mają szereg zastosowań praktycznych, zwłaszcza wśród ludów tubylczych Ameryk. Na świecie zyskały popularność jako uprawne rośliny ozdobne i kolekcjonerskie. Niekontrolowany zbiór kaktusowatych spowodował zagrożenie trwałości naturalnych populacji wielu gatunków. Z tego powodu wiele z nich trafiło do Czerwonej Księgi Gatunków Zagrożonych i zostało objętych ochroną.

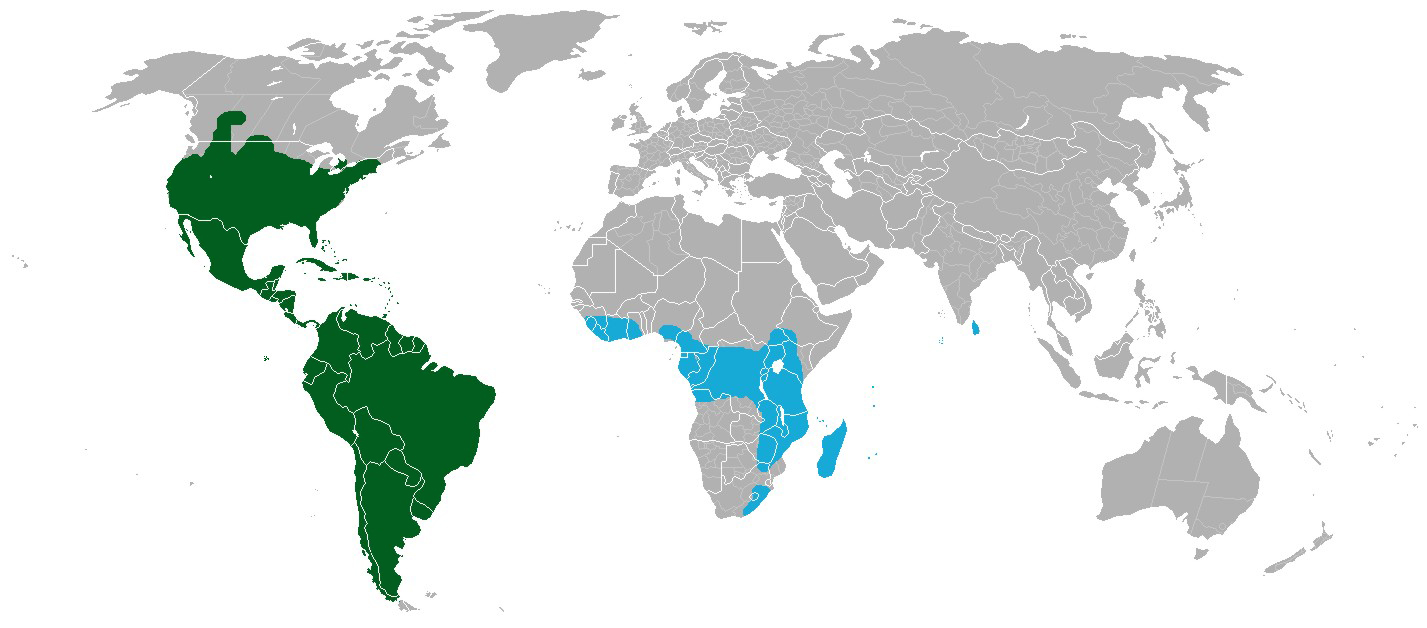
Zasięg rodziny (kolor niebieski – tylko jeden gatunek Rhipsalis baccifera)

## Rozmieszczenie geograficzne
Z wyjątkiem rodzaju Rhipsalis wszystkie pozostałe kaktusowate występują na obu kontynentach amerykańskich od 56° szerokości północnej do 54° szerokości południowej. Spotkać je można od Kanady poprzez Stany Zjednoczone, Meksyk, kraje Ameryki Środkowej i Południowej po Cieśninę Magellana. W górach występują do wysokości 4700 m n.p.m. (Andy w Boliwii).
Charakterystyczne dla tej rodziny jest dwubiegunowe wykształcenie centrów różnorodności gatunkowej. Największe zróżnicowanie jej przedstawicieli występuje w obszarach zwrotnikowych obu kontynentów amerykańskich. W Meksyku stanowiącym jedno z dwóch centrów zróżnicowania występuje około 48 rodzajów (w tym 73% endemicznych) i 850 gatunków (85% endemitów). Wyjątkowy ze względu na zasięg naturalnego występowania rodzaj Rhipsalis spotykany jest w Afryce, na Madagaskarze, Sri Lance i na Komorach. Rośliny te zostały prawdopodobnie przeniesione przez migrujące ptaki.

### Inwazyjność kaktusowatych
Znaczny wpływ na obecne rozprzestrzenienie kaktusowatych miał człowiek. Obecnie występują w uprawie i jako rośliny zdziczałe na wszystkich kontynentach z wyjątkiem Antarktydy. W wielu miejscach stały się zagrożeniem dla rodzimej roślinności w związku z inwazyjnym charakterem występowania.
W XIX wieku kilkadziesiąt gatunków z rodzaju opuncja (Opuntia) przywieziono do Australii w celach ogrodniczych. Oprócz pełnienia funkcji ozdobnych miały one służyć do tworzenia żywopłotów w zagrodach, dostarczania barwników i pokarmu (owoce), ale po czterdziestu latach od introdukcji stały się powszechnymi chwastami. Niektóre gatunki, zwłaszcza Opuntia stricta, a w mniejszym stopniu Opuntia vulgaris, stały się gatunkami inwazyjnymi niechętnie zjadanymi przez lokalne zwierzęta roślinożerne i wykazującymi przewagę konkurencyjną nad rodzimymi gatunkami, gdyż we florze Australii nie było dotąd sukulentów. W roku 1900 zajmowały one około 40 000 km² terenów wschodniej Australii, czyniąc je nieproduktywnymi z punktu widzenia rolniczego i pasterskiego oraz eliminując rodzime gatunki. Maksymalny zasięg osiągnęły w latach 1920., gdy obszary zajmowane przez zarośla opuncji (w dużej mierze o zwartej pokrywie uniemożliwiającej penetrację) przekroczyły 240 000 km². Opanowanie dalszego rozrostu populacji stało się możliwe dzięki walce biologicznej. Do Australii sprowadzono kilka gatunków owadów żywiących się opuncją, m.in. czerwca Dactylopius indicus. Najskuteczniejsze okazały się gąsienice ćmy Cactoblastis cactorum pochodzącej z ojczyzny opuncji, Ameryki. Obecnie między populacjami opuncji a populacjami jej fitofagów występuje dynamiczna równowaga. Opuncje tworzą metapopulację, której poszczególne płaty nie są w stanie rozwinąć się nadmiernie z powodu presji ze strony owadów.
W północnej Australii gatunkiem inwazyjnym jest Eriocereus martinii. Ma bardzo dobrze rozbudowany system korzeniowy, umożliwiający rozmnażanie bezpłciowe. Oprócz tego wytwarza czerwone owoce, które zawierają do 1000 nasion. Są one chętnie zjadane przez ptaki. Wpływa to nie tylko na rozprzestrzenianie się rośliny, ale też na zmianę upodobań pokarmowych ptaków. Dodatkowo nasiona mogą przyczepiać się do innych zwierząt. Aktualnie kaktus zajmuje głównie południowe obszary stanu Queensland. Oprócz tego występuje w niewielkich ilościach na całym terenie Australii. Zwalczanie rośliny polega na wykopywaniu i spalaniu jej mniejszych skupisk. W przypadku większych stosuje się biologiczne metody zwalczania chwastów, głównie rozprzestrzeniając mączlika Hypogeococcus festerianus. Poza tym promuje się wykorzystywanie rośliny w domu, np. jako zioła.
Inwazyjnie opuncje wystąpiły także w południowej Afryce. Co najmniej czternaście gatunków tej rośliny zdziczało i jest czynnie zwalczanych, ale podejrzewa się, że spośród 240 sukulentów z rodzaju Opuntia większość może rozprzestrzenić się poza miejsca hodowli za pomocą nasion. Przyczyną tego zjawiska są podobne warunki środowiska w Afryce, Australii i Ameryce Południowej. Oprócz nich na kontynent dotarli inni przedstawiciele kaktusowatych, ale nie wszystkie rośliny występują inwazyjnie. Problem stanowi pewien gatunek cereusów, Echinopsis, Harrisia martinii, Hylocereus undatus oraz drzewidło Pereskia aculeata. Mimo to wiele introdukowanych roślin może być uprawianych, np. Aztekium ritteri.

## Morfologia

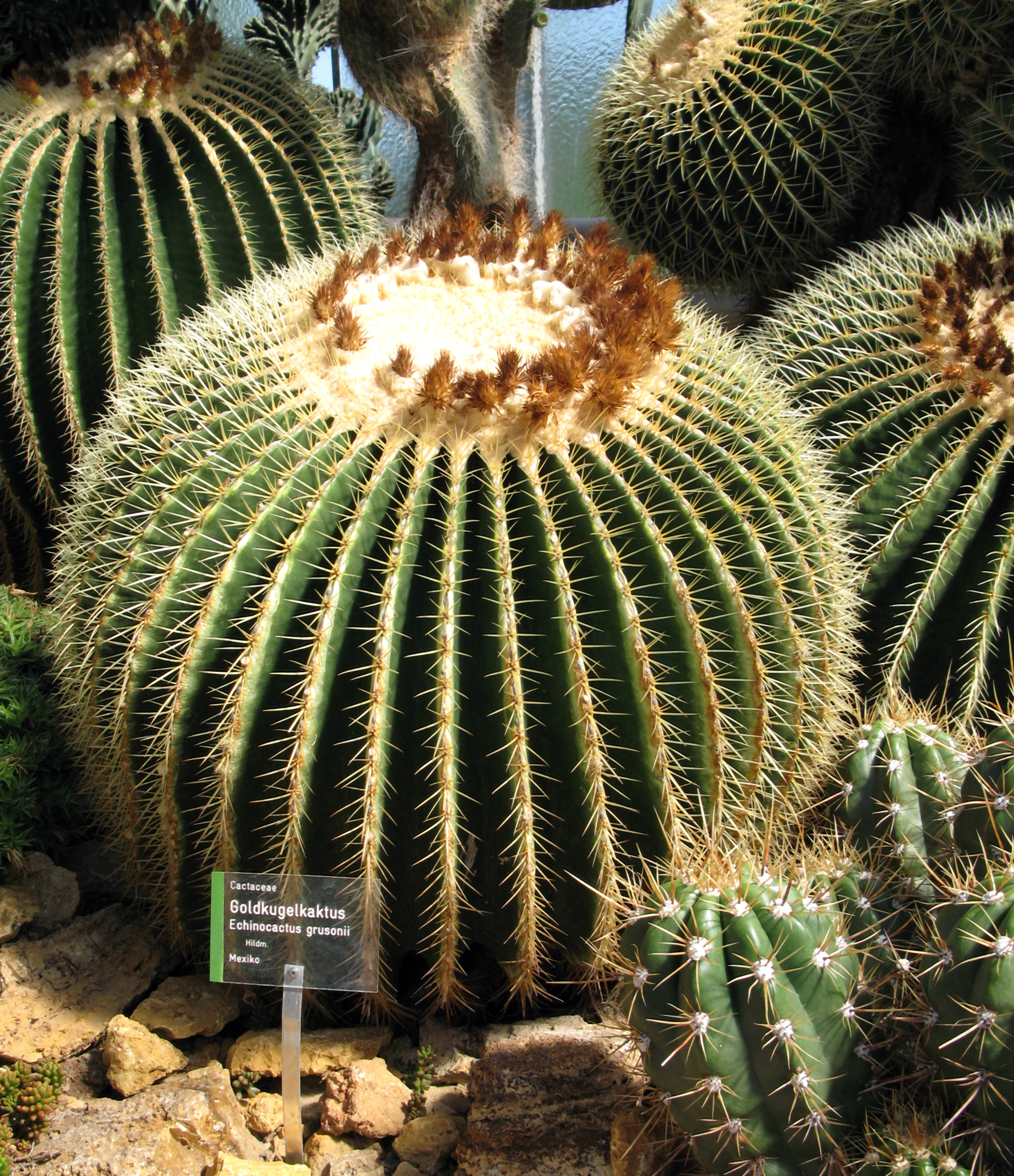
Pędy Echinocactus grusonii. Widoczne żebra, ciernie i kwiaty na szczycie pędu

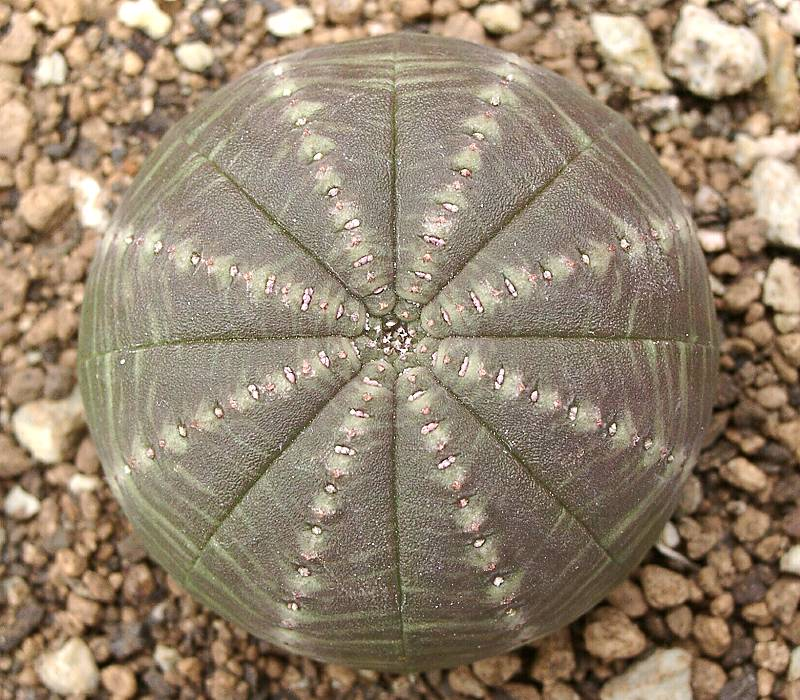
Euphorbia obesa (wilczomleczowate)

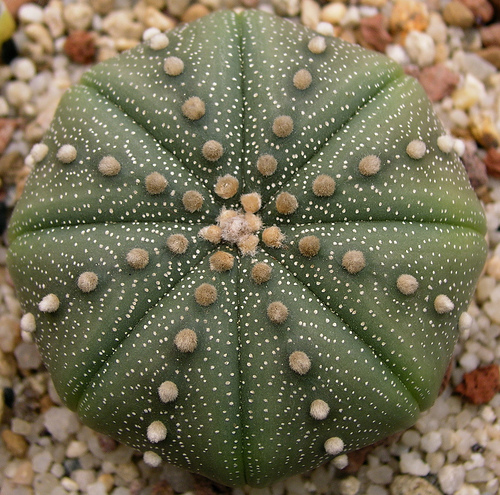
Astrophytum asterias (kaktusowate)

Kaktusowate wykazują budowę typową dla sukulentów, choć nie oznacza to, że wszystkie wyglądają podobnie. Rodzina jest zróżnicowana morfologicznie i często nawet w obrębie gatunku poszczególne odmiany mogą różnić się np. długością i zabarwieniem cierni.
PokrójKaktusy w znacznej części mają podobny plan budowy w związku z powszechnym w tej rodzinie przystosowaniem do gromadzenia wody w łodydze. Wiele gatunków ma pęd o kształcie kulistym lub kolumnowym. Występują też rodzaje znacznie odbiegające kształtem od tego schematu. Przedstawiciele rodziny różnią się znacznie wielkością. Podczas gdy karnegia olbrzymia (Carnegiea gigantea) osiąga do 18 m wysokości, wiele gatunków o kulistych pędach nie przekracza 1 cm. Pędy mogą być jedno- lub wieloczłonowe, nierozgałęzione lub rozgałęzione, wzniesione lub płożące się, wspinające lub zwisające. Różne schematy budowy wykorzystywane są w klasyfikacjach użytkowych kaktusowatych, chętniej stosowanych przez hodowców-amatorów niż klasyfikacje systematyczne. Wśród grup wyróżnianych ze względu na kształt pędu rozróżnia się podgrupy ze względu na dodatkowe cechy morfologiczne. Wśród kaktusów kulistych wyróżnia się np. rośliny z nielicznymi cierniami lub bez nich (Astrophytum, Aztekium), z drobnymi cierniami (Frailea, Mammillaria), z prostymi i krótkimi cierniami (Echinocereus, Uebelmannia) i z wydatnym cefalium (Melocactus, Discocactus). Kaktusowate o kształtach kulistych i cylindrycznych często rosną pojedynczo lub tworzą kępy z odrostów. Niewielkie kaktusy, rozrastając się z odrostów, tworzą czasem zwarte darnie.
Ze względu na popularność w uprawie form odbiegających pokrojem od typowych przedstawicieli poszczególnych gatunków, nierzadko spotyka się formy o pędach staśmionych (grzebieniastych, f. cristata) lub monstrualnych (f. monstrosa). W obu wypadkach dochodzi do nienormalnego wzrostu tkanek, u form grzebieniastych skutkujących rozwojem pędu spłaszczonego, zwykle powyginanego, u form monstrualnych całkowitym zanikiem regularności rozwoju pędu. W uprawie spotykane są także pędy pozbawione chlorofilu szczepione na podkładkach. Wobec braku barwnika zielonego, pędy zabarwiane są zwykle na żółto lub czerwono.
KorzenieCharakterystyczny dla kaktusowatych jest tzw. ekstensywny system korzeniowy. Korzenie penetrują bardzo płytki, ale za to rozległy obszar, daleko odbiegający od pędu. Dzięki temu mogą wychwytywać niewielkie ilości wilgoci z osiadających mgieł i rosy. Ta właściwość korzeni jest cenna, gdyż woda bardzo szybko przenika przez przepuszczalne podłoże (jakim jest np. piasek) i długie korzenie nie dosięgałyby jej pokładów w dolnych warstwach gleby. Kaktusowate wykształcają różne typy morfologiczne systemów korzeniowych. Niektóre mają osiowy system korzeniowy z silnym, jednym lub kilkoma korzeniami głównymi. U części gatunków (np. z rodzajów Echinopsis, Mammillaria i Lophophora) korzeń główny pełni funkcje spichrzowe. Liczne kaktusy wykształcają wiązkowy system korzeniowy złożony z korzeni przybyszowych wyrastających z szyi korzeniowej. U niektórych gatunków, zwłaszcza epifitycznych, korzenie przybyszowe wyrastają na całej długości pędów lub w przewężeniach między ich członami. Wiele kaktusowatych ma zdolność do wytwarzania takich korzeni w specyficznych warunkach, co wykorzystywane jest przy ich wegetatywnym rozmnażaniu. Podczas suszy korzenie roślin ograniczają wzrost, tworząc jednak zaczątki nowych korzeni, zwykle widocznych gołym okiem i nazywanych „korzeniami oczekującymi”. Gdy tylko wilgoć pojawi się ponownie w podłożu, korzenie te szybko rozwijają się i wchłaniają wodę .
ŁodygaJest mięsistą częścią rośliny, która magazynuje wodę i przejęła funkcję asymilacyjną po redukcji liści. W zależności od kształtu, funkcji i budowy łodygi wyróżnia się kilka grup kaktusów. Łodygi kaktusów epifitycznych przyjmują formę spłaszczoną i wydłużoną (np. epifyllum), połączonych szeregowo liściokształtnych odcinków (np. szlumbergera) lub pałeczkowatą, podzieloną na człony, tworzące jakby gałęzie (np. Rhipsalis). Formy takie określa się jako gałęziaki (fyllocladium), spotykane również u innych kserofitów. Rośliny gruntowe mają najczęściej łodygę cylindryczną lub kulistą (która jest najbardziej efektywna pod względem stosunku powierzchni transpiracji do objętości masy tkankowej). Niektóre z nich, w tym rodzaj opuncja i pokrewne, mają pędy spłaszczone, mocno rozgałęzione (tzw. platycladium). Zapewnia to w miarę sprawną fotosyntezę. Najmniejsza grupa przedstawicieli kaktusowatych gruntowych tworzy pędy cienkie i wiotkie, pokładające się lub płożące, najczęściej bezbronne (niecierniste). Na łodydze wyrastają silnie zmodyfikowane krótkopędy zwane areolami. Wiele kaktusów, podobnie jak innych roślin gruboszowatych, ma woskową powłokę na liściach lub łodygach, dzięki której woda spływa po nich, docierając do korzeni. Bez wosku krople wody pozostawałyby na kaktusie i wyparowywały, zwłaszcza na pustyniach. Często kaktusy o pękatych, mięsistych łodygach mają żebra, które kurczą się, gdy brakuje wody, a rozszerzają przy jej dostatku. Chronią tym samym roślinę przed popękaniem.
LiścieU większości przedstawicieli uległy redukcji w związku ze zmniejszaniem powierzchni transpiracyjnej. Liście o funkcji asymilacyjnej z typową dla dwuliściennych blaszką liściową wykształcają gatunki tylko w obrębie rodzaju drzewidło (Pereskia), będącego się u podstaw drzewa genealogicznego kaktusowatych. U roślin z podrodziny Opuntioideae liście są często krótkotrwałe, zredukowane, o kształcie łuskowatym lub cylindrycznym. Zarówno jednak w takim przypadku, jak i u pozostałych kaktusowatych, gdzie obecne są tylko zawiązki liścia – zaznaczona jest na pędzie nasada liścia zwana podarium. U tej nasady wykształcają się charakterystyczne dla rodziny areole. Liście wyrastające na tych krótkopędach zmodyfikowane są do postaci cierni lub sztywnych włosków. Podaria tworzą zwykle wypukłości na pędzie, a w podrodzinie Cereoideae często zlewają się w liniach pionowych formując charakterystyczne żebra. Kształt i zabarwienie cierni są bardzo zróżnicowane. Ze względu na grubość wyróżnia się ciernie włosowate, szczecinowate, iglaste, stożkowate, z końcem prostym lub haczykowatym. Na przekroju mogą być okrągłe, spłaszczone, rynienkowate. Najczęściej są nierozgałęzione, ale bywają też pierzaste, kosmate i zaopatrzone w skierowane w tył haczyki. Takie łatwo odłamujące się i wczepiające w naskórek ciernie zwane są glochidami.

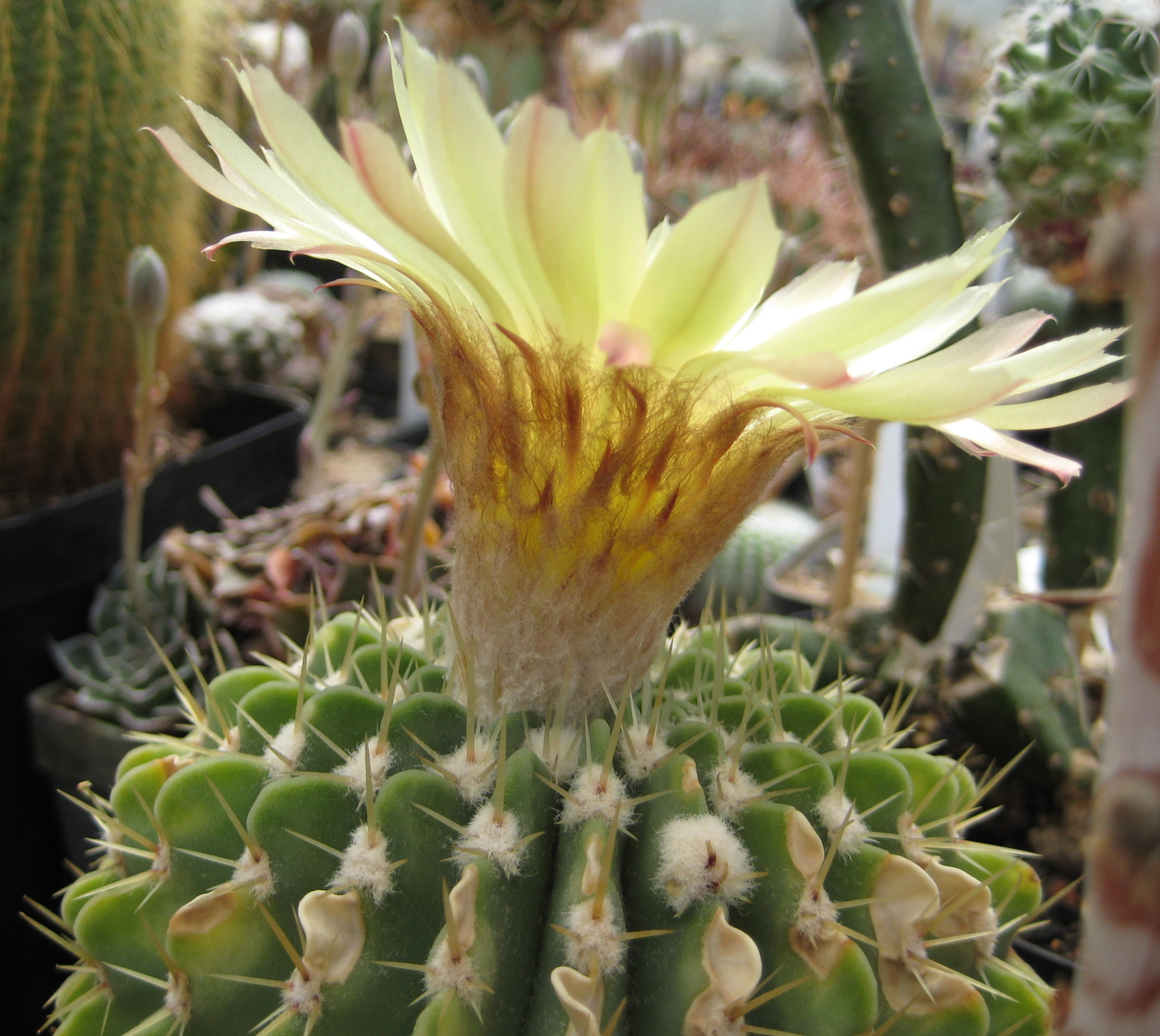
Kwiat Notocactus buiningii. Widoczne liczne listki barwnego okwiatu i łuskowate liście na przekształconym w kwiat fragmencie pędu

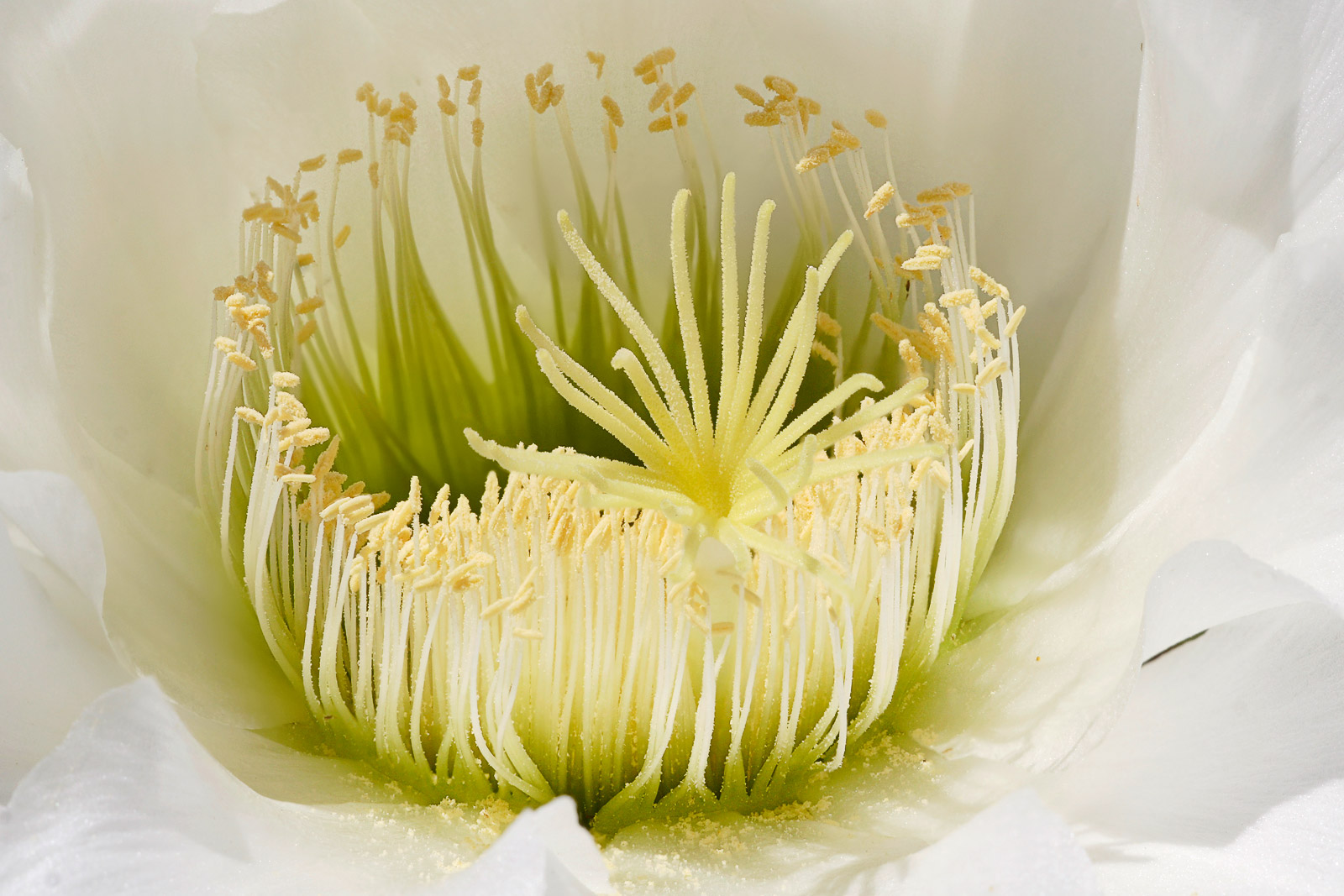
Liczne pręciki i rozgałęzione znamię słupka w kwiecie Echinopsis spachiana

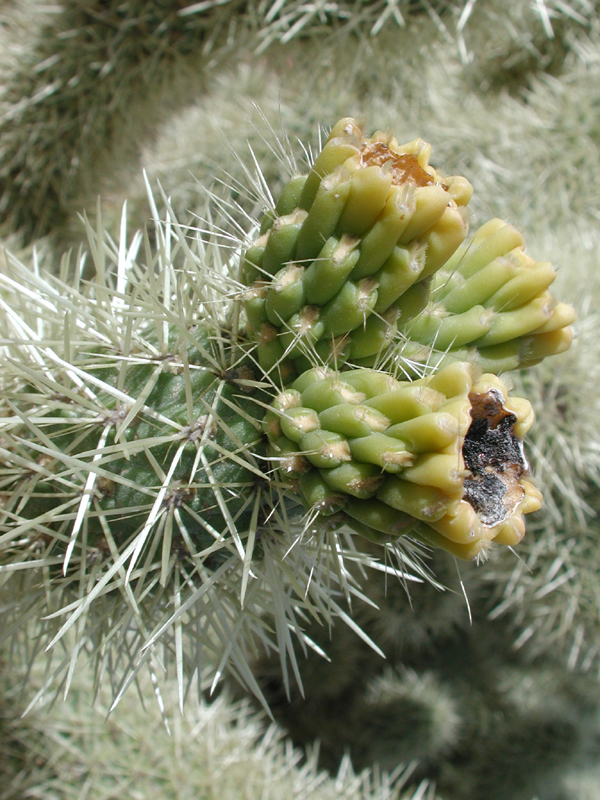
Owoc Cylindropuntia bigelovii

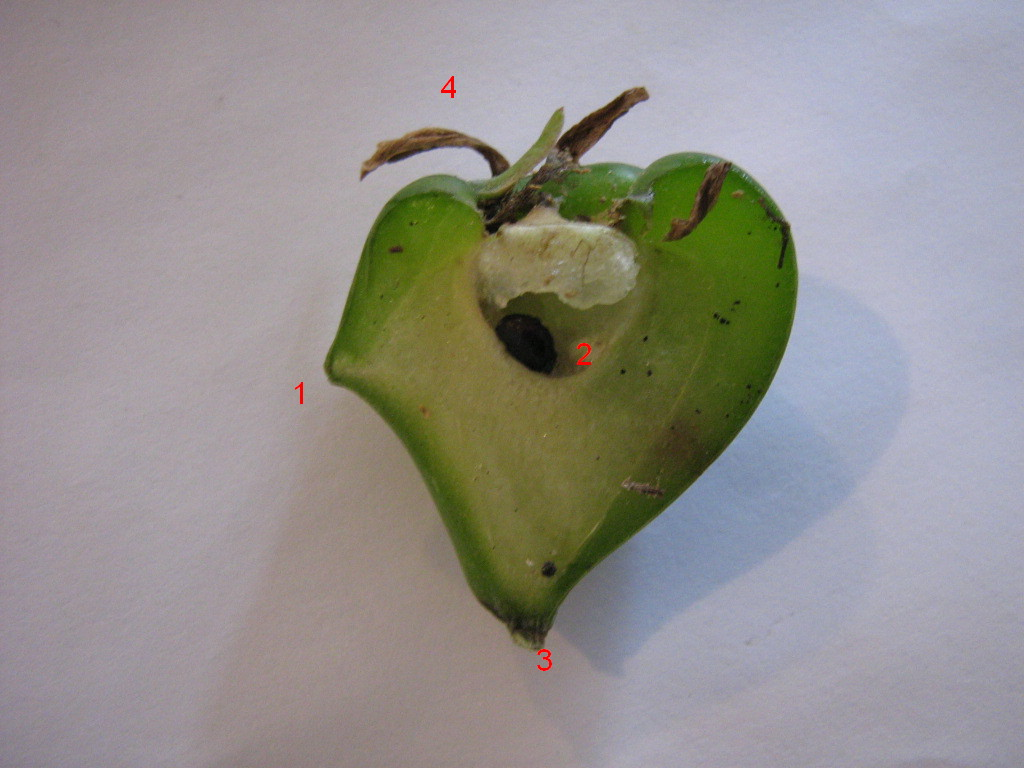
Przekrój przez owoc drzewidła: widoczna jest zachowana wiązka przewodząca zakończona (1) areolą, (2) pestka, (3) miejsce przyłączenia szypułki, (4) resztki płatków korony na szczycie owocu (zalążnia dolna)

KwiatyStanowią zmodyfikowane pędy o licznych międzywęźlach, które dzielą się na trzy odcinki: szypułkę kwiatową, hypancjum (in. perykalpel, pericarpel) otulające zalążnię oraz rurkę kwiatu. Wykształcenie kwiatu ze skróconego pędu jest szczególnie wyraźne u starszych linii rozwojowych, u których pąk kwiatowy można nawet ukorzenić, zapoczątkowując rozwój nowej rośliny. U młodszych kaktusowatych ciernie i areole wyrastające na zalążniach stają się coraz rzadsze, ciernie stają się włosowate, w końcu u najmłodszych kwiaty są zupełnie nagie. Łuskowate liście wyrastające skrętolegle na szypułce przechodzą stopniowo w barwne listki okwiatu stanowiącego rurkę kwiatową. U najmłodszych ewolucyjnie kaktusowatych łuski nie występują, a przekształcony pęd zakończony organami generatywnymi pozbawiony jest chlorofilu. Kwiaty są barwne, pachnące i zwykle duże, tylko u najmłodszych ewolucyjnie kaktusów – niewielkie. Pręcików jest wiele i podobnie jak listki okwiatu ułożone są spiralnie. Słupek jest jeden, zawsze dolny. Zalążnia złożona jest z 3 lub więcej owocolistków. Kwiaty mają najczęściej symetrię promienistą, rzadziej mają jedną płaszczyznę symetrii (kwiaty zygomorficzne, np. u szlumbergery). Najczęściej kwiaty wyrastają pojedynczo z niektórych areoli, rzadziej z jednej wyrasta większa ich liczba. U niektórych gatunków występują areole wyspecjalizowane wyłącznie w wykształcaniu kwiatów tworzące charakterystyczne skupienia. Skupienia takie wykształcające się na szczycie pędu (np. w rodzaju Melocactus) zwane są cefalium. Jeśli powstają z boku pędu w pobliżu jego wierzchołka nazywane są pseudocefalium (np. u Cephalocereus senilis). Twory te osiągają różne rozmiary, mogą być płaskie, wypukłe lub kolumnowe. Z gęstych areoli na cefaliach i pseudocefaliach nie wyrastają ciernie, lecz szczeciny i włosy . W rodzajach Mammillaria i Ariocarpus kwiaty powstają w zagłębieniach pomiędzy areolami, nazywanych aksillami (pachwinami). Wiele kaktusowatych zakwita nocą, a ich kwiaty zapylane są przez owady nocne, głównie ćmy, ale także m.in. nietoperze i kolibry. Kwiaty kaktusów kwitnących w dzień zapylają pszczoły i motyle dzienne. Na czas kwitnienia oraz długość jego trwania wpływa wiele czynników. Do najważniejszych zalicza się uwarunkowania genetyczne i wielkość rośliny. Oprócz tego w zależności od warunków atmosferycznych kaktus może wypuszczać kwiaty w innych dniach, lub w ogóle ich nie wypuszczać. Oprócz tego istnieje pewna zbieżność między porą kwitnienia a migracjami zwierząt zapylających. Kwiaty zapylane przez kręgowce zwykle mają czerwoną barwę. Rzadko zdarzają się też kaktusy samopylne (np. rodzaj Frailea). Wielkości i barwy kwiatów są bardzo zróżnicowane (w zasadzie nie ma tylko kwiatów niebieskich). Wiele gatunków ma kwiaty bardzo drobne (np. niektóre z rodzajów Rhipsalis i Mammillaria), inne mają kwiaty osiągające 30 cm długości i przekroju (np. Hylocereus i Selenicereus). Kwiaty są zwykle krótkotrwałe, rzadko u gatunków z rodzaju Echinocereus kwiaty utrzymują się nawet ponad tydzień.
OwoceJagodokształtne, często mięsiste, niektóre jadalne. Kolor i wygląd owoców różni się u poszczególnych rodzajów i gatunków. Bywają owoce cierniste, owłosione i nagie. Najczęściej po dojrzeniu pękają w pionie, rzadko w kierunku poziomym. Wcześniej zasychają lub odwrotnie – miękną i rozpływają się. U niektórych rodzajów (np. Mammillaria, Melocactus) owoce rozwijają się wewnątrz pędu i dopiero po dojrzeniu wyrastają na zewnątrz .
NasionaW owocach występuje od kilku do kilku tysięcy nasion o kształcie owalnym, gruszkowatym, soczewkowatym lub nerkowatym. Osiągają od 0,4 do 12 mm średnicy (zwykle od 1 do 2 mm). Są różnego koloru, w zależności od gatunku i rodzaju. Mogą być żółte, czerwone, brązowe lub czarne. W podrodzinie Opuntioideae ciemne nasiona okryte są jasną, gładką lub rzadziej omszoną, ciasno przylegającą osłonką. Łupina nasienna jest gładka, błyszcząca lub matowa, rzadko z korkowatymi przydatkami (np. u Mammillaria tetrancistra). W nasionach bardziej prymitywnych kaktusowatych obielmo jest dobrze rozwinięte, u młodszych filogenetycznie brak go zupełnie .
Rośliny podobneNa skutek konwergencji wiele innych roślin ma budowę bardzo podobną do kaktusowatych (miękisz wodny w łodydze, brak liści asymilacyjnych, żebra). Szczególnie łatwo o pomyłkę w przypadku sukulentów z rodzin: Didiereaceae, gruboszowate (Crassulaceae), wilczomleczowate (Euphorbiaceae), agawowate (Agavaceae), liliowate (Liliaceae), winoroślowate (Vitaceae). Nierzadko kaktusami błędnie nazywane są wszelkie sukulenty. Do cech morfologicznych odróżniających kaktusy od innych, podobnych roślin należy wykształcanie areoli oraz ułożenie poszczególnych elementów kwiatów w spirali, a nie w okółkach. Sok komórkowy kaktusów jest zwykle przezroczysty, w odróżnieniu od podobnych wilczomleczowatych (jednak kilka gatunków z rodzaju Mamillaria ma mleczny sok). Ciernie nie są cechą charakterystyczną, np. pewne opuncje mogą ich nie wytwarzać, gdy brak presji roślinożerców. Niektóre kaktusowate mają charakterystyczne dla przedstawicieli tej rodziny cefalia i glochidy.

## Biologia
Kaktusy są roślinami wieloletnimi, zielnymi lub częściowo zdrewniałymi. Charakteryzuje je przeprowadzanie fotosyntezy CAM oraz posiadanie tkanki wodnej.

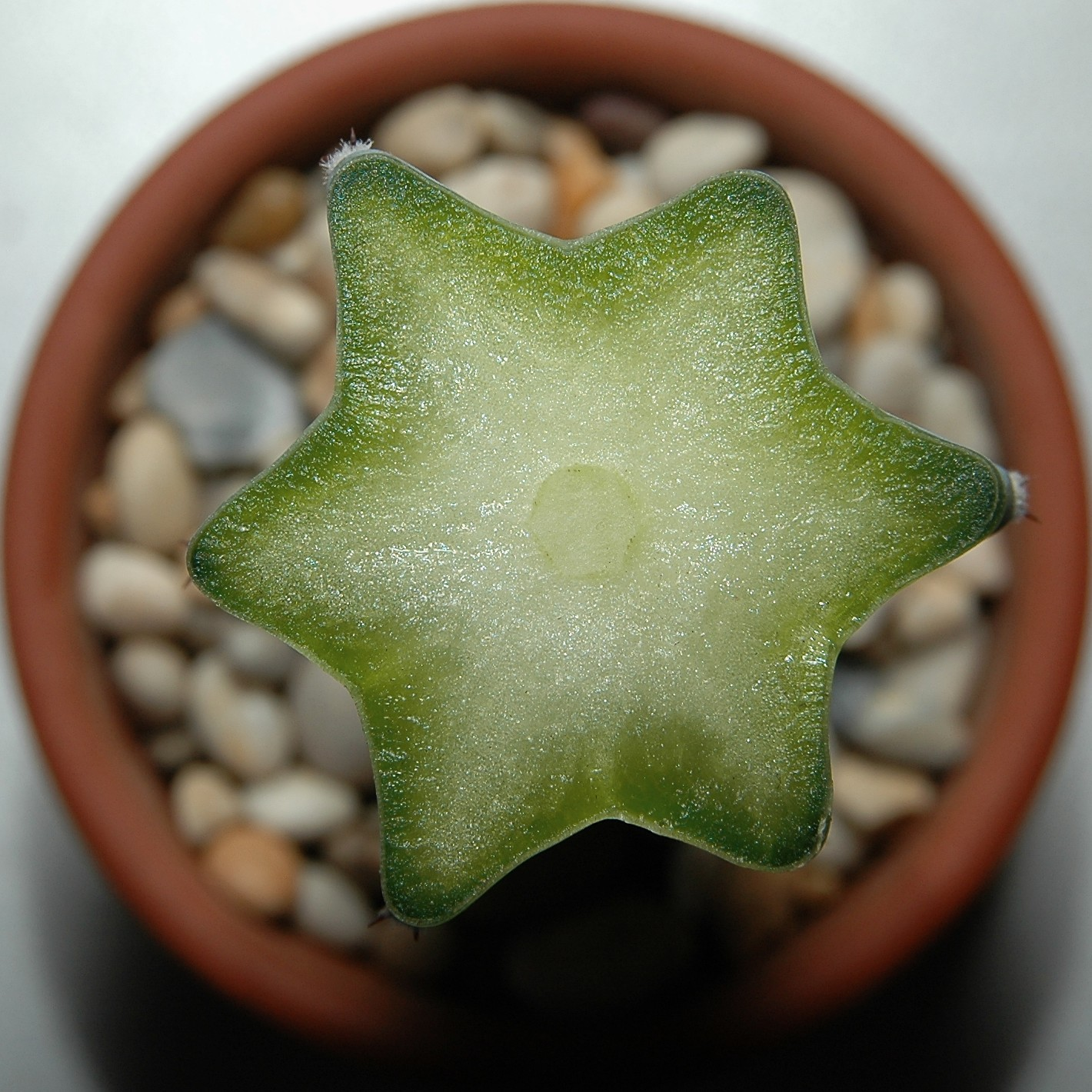
Przekrój przez pęd Myrtillocactus geometrizans. Widoczna osiowa wiązka przewodząca w środku otoczona szeroką warstwą kambium z tkanką asymilacyjną pod skórką

### Anatomia
Kaktusowate podobnie jak inne sukulenty w znacznej części zbudowane są z wewnętrznej tkanki wodnej występującej w obszarze kory pierwotnej łodygi. U niektórych gatunków (np. z rodzaju Ariocarpus) tkanka ta wykształca się w korzeniu. Zbudowana jest z wielkich, cienkościennych komórek. W związku z periodycznością okresów dostępności i oddawania wody, kaktusy wykazują przystosowanie do zmian ilości gromadzonej wody poprzez rozciągliwą budowę łodygi i zdolność komórek do zmiany objętości. Rozciągliwość komórek u kaktusowatych związana jest z pofałdowaniem ścian komórkowych. Na przekroju poprzecznym łodyg u starszych kaktusów zwykle wyraźnie widoczne są pierścienie rocznych przyrostów analogicznie do słojów rocznych u drzew. Ich powstanie wiąże się z periodycznością rozwoju pędu w okresach o skrajnie odmiennych warunkach do wegetacji. Ogólnie jednak sukulenty zawierają mało zdrewniałych tkanek.
Pędy kaktusowatych okryte są skórką (epiderma), której komórki pozbawione są chloroplastów. Komórki skórki mają zwykle różne odcienie zieleni. Ciemne zabarwienie skórki jest charakterystyczne dla wielu kaktusów chilijskich.

### Genetyka
W fazie diploidalnej większość kaktusowatych ma 22 chromosomy w każdej komórce somatycznej. Spotykane są również formy poliploidalne.

### Fizjologia
Kaktusowate, podobnie jak wiele innych sukulentów, nie byłyby w stanie gromadzić zapasów wody w suchym otoczeniu, gdyby nie specyficzne przystosowania fizjologiczne. Jak wszystkie rośliny – kaktusowate potrzebują dwutlenku węgla i wody do syntetyzowania związków organicznych. W przeciwieństwie do innych roślin nie pobierają one CO
2 w ciągu dnia poprzez szparki, gdyż traciłyby znaczące ilości wody w wyniku transpiracji. Pobierają natomiast dwutlenek węgla przez szparki w nocy i w postaci jabłczanu magazynują w wakuolach. CO
2 niezbędny w fazie ciemnej fotosyntezy, uwalniany jest podczas dekarboksylacji jabłczanu, zachodzącej w świetle, i bierze udział w syntezie węglowodanów. Specyficzny przebieg fotosyntezy określa się mianem fotosyntezy CAM (ang. crassulacean acid metabolism).

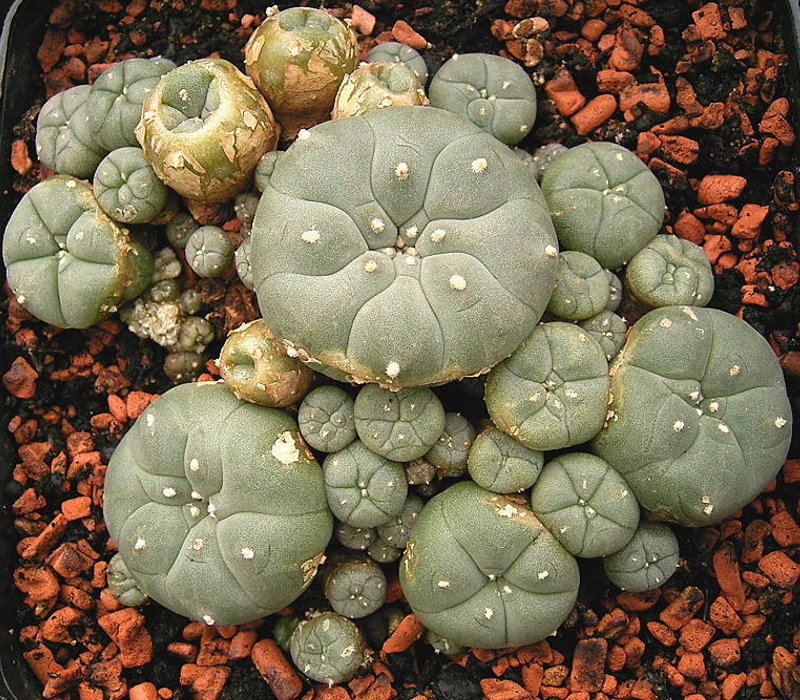
Jazgrza Williamsa (Lophophora williamsii) ma właściwości halucynogenne

### Składfitochemiczny
W związku z przeprowadzaniem fotosyntezy CAM, kaktusowate zawierają w swych komórkach związki wchodzące w ten cykl (np. fosfoenolopirogronian, jabłczan, kwas szczawiooctowy) oraz enzymy katalizujące poszczególne reakcje w ilościach znacznie większych niż inne rośliny (np. karboksylaza PEP, enolaza). Zawierają zarówno unikatowe związki podstawowe, jak i metabolity wtórne, wśród nich alkaloidy i barwniki z klasy betain. Jednym z alkaloidów znajdujących się w soku komórkowym niektórych kaktusów jest meskalina posiadająca właściwości halucynogenne. Betainy (betacyjaniny) są barwnymi substancjami podobnymi do antocyjanów, ale o bardziej skomplikowanej strukturze. Nadają one czerwoną barwę różnym organom (kwiaty, owoce). Są rozpowszechnione w przyrodzie, choć tylko u niektórych roślin występują w wyższych stężeniach niż 0,1% suchej masy. Najczęściej występują w rzędzie goździkowców (do których należą kaktusowate). Niektóre z nich mają bardziej ograniczone występowanie, np. pipekolatobetaina, którą – obok innych betain – wykryto u szlumbergery. Z kolei kaktusowate (a także komosowate, również zawierające betainy) nie zawierają antocyjanów. Niektóre alkaloidy mają działanie lecznicze. W przestworach międzykomórkowych oraz w ścianie komórkowej kaktusowate zawierają duże ilości śluzu zwalniającego tempo oddawania wody. Sukulenty utrzymują wysokie stężenia soli. Pozwala to im szybko wchłaniać wodę na skutek osmozy.

### Rozwój

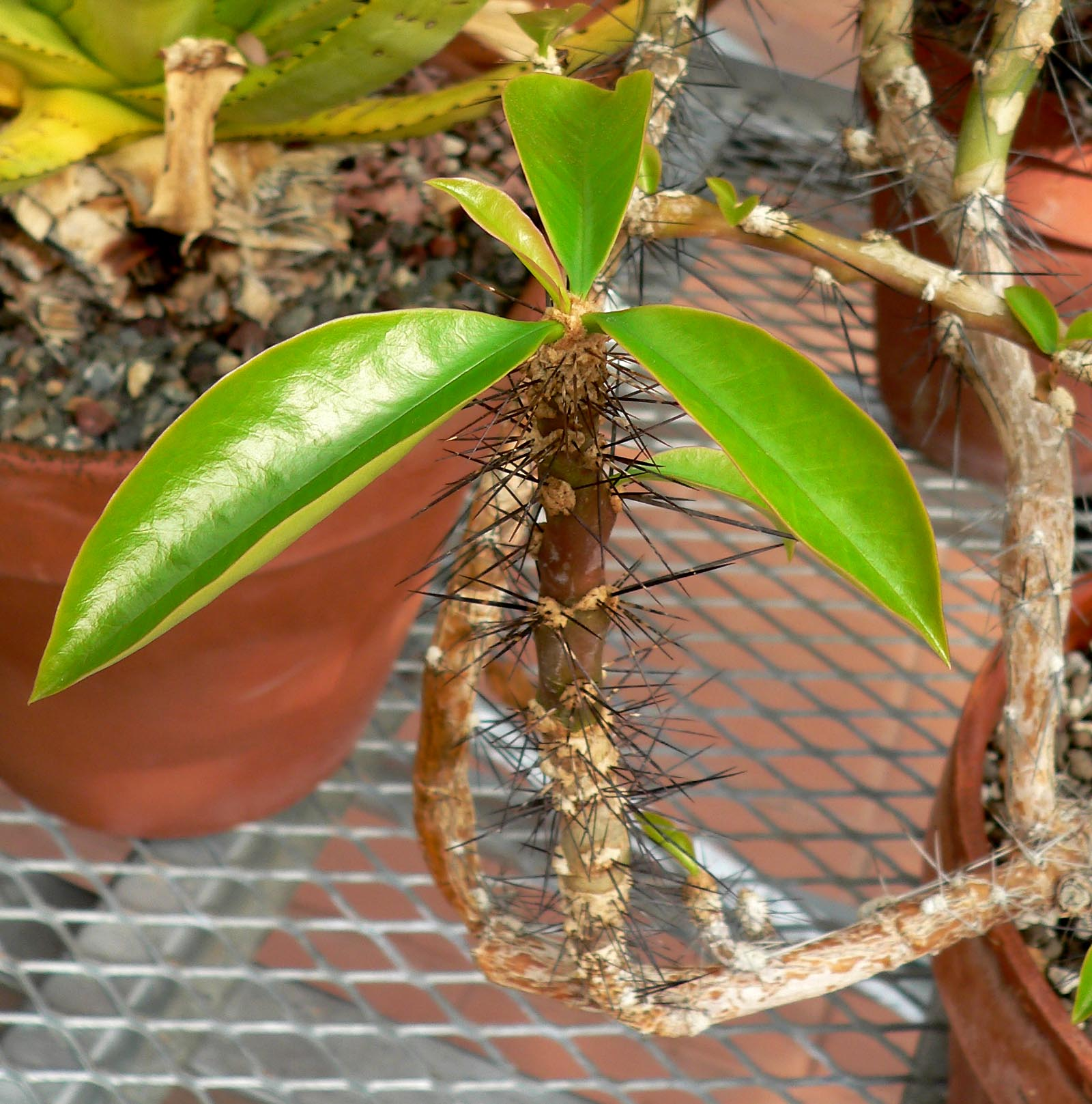
Przedstawiciel najstarszych kaktusowatych – drzewidło Pereskia tampicana (podrodzina Pereskioideae)

Niektóre kaktusy dożywają 300 lat osiągając przy tym znaczne rozmiary (np. karnegia olbrzymia Carnegiea gigantea dorasta zwykle do 15 metrów, a osobnik rekordowy osiągnął 17,67 m). Początkowo rozwój jest jednak wolny. Z licznie wytwarzanych przez kaktusy nasion (jeden okaz karnegii olbrzymiej wytwarza w ciągu życia ok. 40 milionów nasion) kiełkuje w warunkach naturalnych około 0,4%. Spośród młodych siewek 99% ginie w ciągu pierwszego roku.

## Systematyka

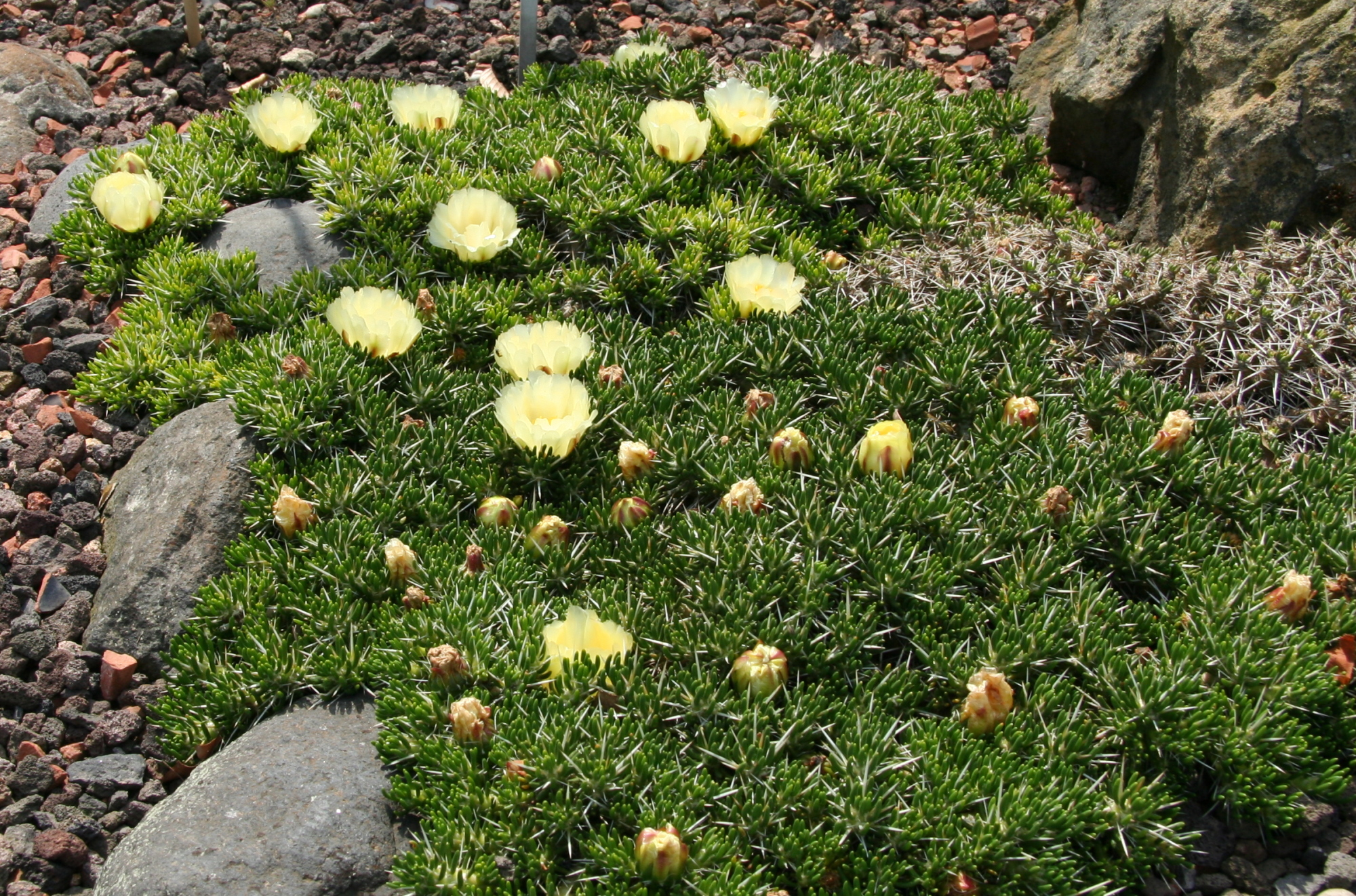
Darń Maihuenia poeppigii (podrodzina Maihuenioideae)

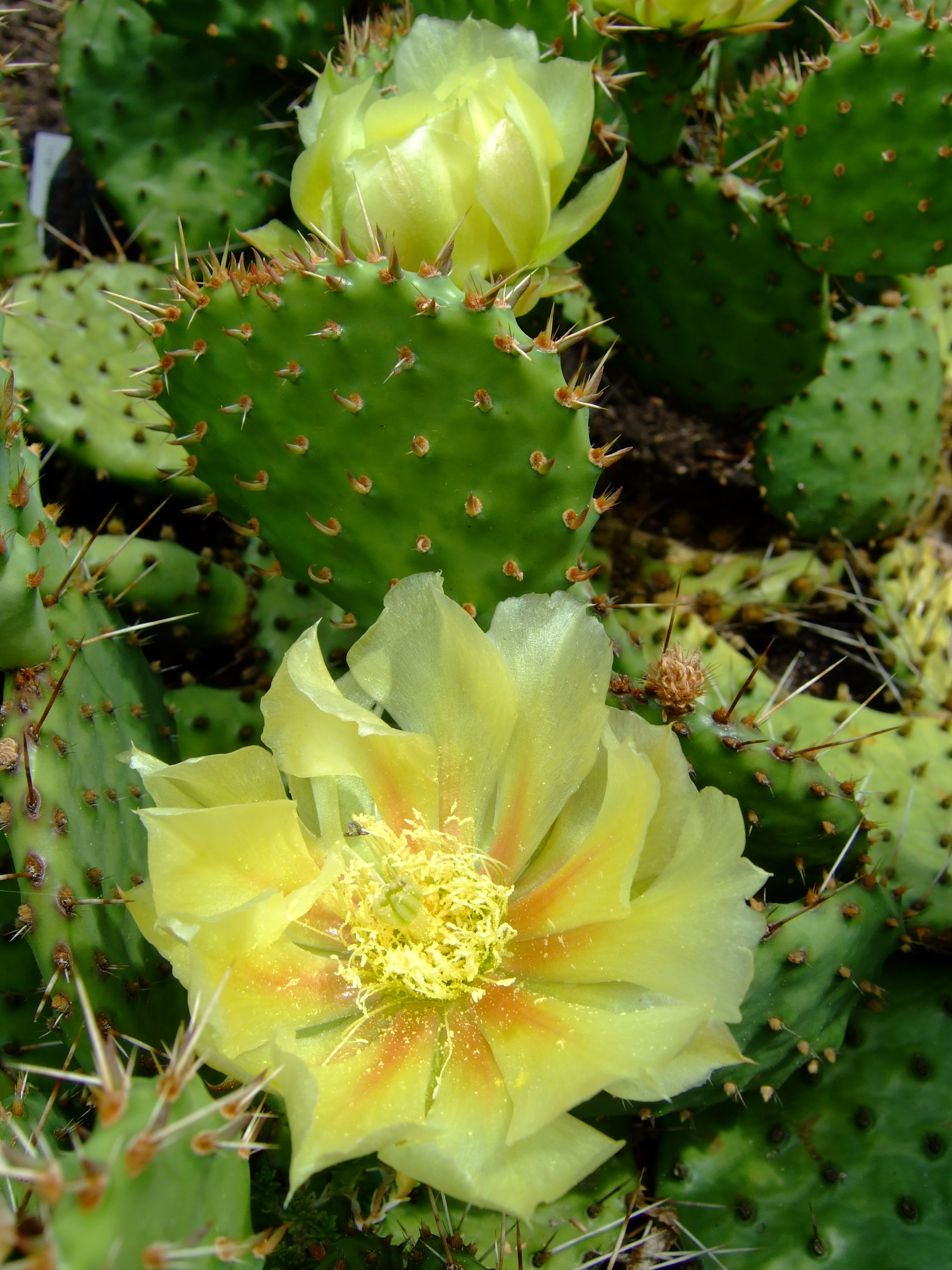
Opuntia howeyi (podrodzina Opuntioideae)

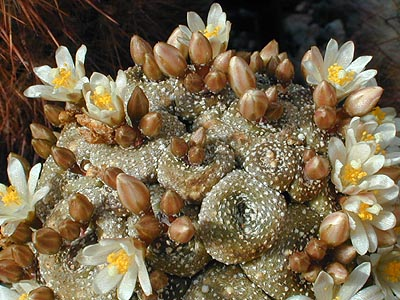
Blossfeldia liliputana – przedstawiciel najstarszego rodzaju w obrębie podrodziny Cactoideae

W pierwszym systemie klasyfikacji organizmów Linneusza z 1753 roku został uwzględniony rodzaj kaktus (Cactus) (zlatynizowana forma greckiego kaktos ‘oset’). Zaliczono do niego wtedy wszystkie znane 22 gatunki kaktusów. Dzisiaj nazwą tą określa się potocznie rośliny z rodziny kaktusowatych.
Pierwsze większe prace nad systematyką tej rodziny zostały przeprowadzone przez Amerykanów Nathaniela Lorda Brittona i Josepha Nelsona Rose’a. Zostały one opublikowane w roku 1924. W klasyfikacji tej nie uwzględniono wielu rodzajów i gatunków później odkrytych. W latach sześćdziesiątych niemiecki miłośnik kaktusów, Curt Backeberg stworzył kolejny system klasyfikacyjny kaktusowatych, opisany w sześciu tomach. Rozwój taksonomii, zwłaszcza wprowadzenie badań molekularnych, spowodował późniejsze zmiany, przy czym, o ile podział na duże jednostki taksonomiczne w obrębie rodziny jest już dobrze ustalony, o tyle wciąż różnie definiowane są poszczególne rodzaje i gatunki, w zależności od podejścia poszczególnych badaczy (jedni dzielą rodzaje na drobne gatunki, inni łączą je uznając za odmiany). Rodzaje występujące w Ameryce Południowej dzielone są zwykle na liczne gatunki, podczas gdy w Ameryce Północnej gatunków w obrębie rodzajów jest często niewiele, a liczne są rodzaje monotypowe.
Pozycja systematyczna według APweb (2001...) (aktualizowany system APG III z 2009)
Rodzina siostrzana dla Anacampserotaceae, wraz z którą stanowi grupę siostrzaną wobec portulakowatych (Portulacaceae). Wszystkie wymienione i 30 innych rodzin wchodzi w skład rzędu goździkowców (Caryophyllales) w obrębie dwuliściennych właściwych.
Pozycja w systemie Reveala (1993–1999)
Gromada okrytonasienne (Magnoliophyta Cronquist), podgromada Magnoliophytina Frohne & U. Jensen ex Reveal, klasa Rosopsida Batsch, podklasa goździkowe (Caryophyllidae Takht.), nadrząd Caryophyllanae Takht., rząd goździkowce (Caryophyllales Perleb), podrząd Cactineae Bessey in C.K. Adams, rodzina kaktusowate (Cactaceae Juss.).
Wykaz rodzajów
Według bazy Vascular Plant Families and Genera do rodziny należy 101 rodzajów posiadających liczne synonimy (pełny wykaz nazw rodzajowych uwzględniający synonimy znajduje się w podanym źródle).
Acanthocalycium, Acanthocereus, Ariocarpus, Armatocereus, Arrojadoa, Arthrocereus, Astrophytum, Austrocactus, Aztekium, Bergerocactus, Blossfeldia, Brachycereus, Brasilicereus, Browningia, Calymmanthium, Carnegiea, Cephalocereus, Cereus, Cipocereus, Cleistocactus, Coleocephalocereus, Copiapoa, Corryocactus, Coryphantha, Denmoza, Discocactus, Disocactus, Echinocactus, Echinocereus, Echinopsis, Epiphyllum, Epithelantha, Eriosyce, Erythrocereus, Escobaria, Escontria, Espostoa, Espostoopsis, Eulychnia, Facheiroa, Ferocactus, Frailea, Gymnocalycium, Haageocereus, Harrisia, Hatiora, Hylocereus, Jasminocereus, Leocereus, Lepismium, Leptocereus, Leuchtenbergia, Lophophora, Maihuenia, Mammillaria, Mammilloydia, Melocactus, Micranthocereus, Mila, Myrtillocactus, Neobuxbaumia, Neolloydia, Neoporteria, Neoraimondia, Neowerdermannia, Obregonia, Opuntia, Oreocereus, Ortegocactus, Pachycereus, Parodia, Pediocactus, Pelecyphora, Peniocereus, Pereskia, Pereskiopsis, Pilosocereus, Polaskia, Pseudoacanthocereus, Pseudorhipsalis, Pterocactus, Pterocereus, Quiabentia, Rathbunia, Rebutia, Rhipsalis, Samaipaticereus, Schlumbergera, Sclerocactus, Selenicereus, Stenocactus, Stenocereus, Stephanocereus, Stetsonia, Strombocactus, Tacinga, Thelocactus, Turbinicarpus, Uebelmannia, Weberbauerocereus, Weberocereus.

## Pochodzenie
Ze względu na niedostatek skamieniałości czas powstania rodziny Cactaceae można określić na podstawie dowodów pośrednich (zaawansowanie ewolucyjne, charakterystyka molekularna i zasięg geograficzny). Jednym z najbardziej prymitywnych kaktusów żyjących współcześnie jest rodzaj Pereskia. Na jego podstawie można przypuszczać, że kiedyś proste kaktusy były roślinami wieloletnimi o drzewiastym lub krzaczastym pokroju. Miały stosunkowo cienkie, zdrewniałe pędy, pokryte korkiem. Aparaty szparkowe tych sukulentów występowały po obu stronach blaszki liściowej. Kwiaty pierwszych kaktusów pojawiały się prawdopodobnie na szczycie pędu, były ułożone w proste kwiatostany. Zewnętrzną stronę kwiatu pokrywały areole i liście. Zalążnia znajdowała się w tkance pędu. Przyjmuje się, że kaktusy powstały na terenie dzisiejszej Kolumbii i Wenezueli, gdzie obecnie znajduje się większe centrum występowania Pereskia. Przeprowadzały fotosyntezę C3, która w toku ewolucji została zamieniona na bardziej korzystną w biotopie sukulentów fotosyntezę CAM. Rozwinęły się prawdopodobnie około 30 milionów lat temu (środkowy trzeciorzęd), w każdym razie tak datowane jest różnicowanie się współcześnie występujących linii rozwojowych. Roślinami najbardziej spokrewnionymi z kaktusowatymi jest kilka rodzajów trudnych do klasyfikacji do wyższych taksonów. Według Angiosperm Phylogeny Website od linii rozwojowej kaktusowatych oddzieliła się najpierw grupa roślin zaliczanych do Anacampserotaceae (system APG III z 2009 i APG IV z 2016), a następnie portulakowate, stanowiące grupę siostrzaną kaktusowatych. Potomkowie najbardziej prymitywnych kaktusowatych w prostej linii reprezentują rodzaj Pereskia, przy czym badania molekularne ujawniły parafiletyczny charakter tego taksonu. W nowszych opracowaniach bywa dzielony na starszych przedstawicieli występujących w Ameryce Środkowej zaliczanych do odrębnego rodzaju Rhodocactus oraz młodszych, występujących w Ameryce Południowej, zaliczanych do rodzaju Pereskia sensu stricto (wyłączanych w podrodzinę Pereskioideae Engelmann). Mające wspólnych przodków z roślinami Pereskia młodsze linie rozwojowe kaktusów dzielą się na dwa klady, z których jeden obejmuje podrodziny Opuntioideae Burnett i Maihuenioideae P. Fearn, a drugi podrodzinę Cactoideae Eaton.
|  | \| \| Opuntioideae \| \| \| \| \| \| Maihuenioideae \| \| \| \| |
|  |                                                                 |
|  | Cactoideae                                                      |
|  |                                                                 |
|  | Opuntioideae                                                    |
|  |                                                                 |
|  | Maihuenioideae                                                  |
|  |                                                                 |

|  | Opuntioideae   |
|  |                |
|  | Maihuenioideae |
|  |                |

|  | \| \| Opuntioideae \| \| \| \| \| \| Maihuenioideae \| \| \| \| |
|  |                                                                 |
|  | Cactoideae                                                      |
|  |                                                                 |
|  | Opuntioideae                                                    |
|  |                                                                 |
|  | Maihuenioideae                                                  |
|  |                                                                 |

|  | Opuntioideae   |
|  |                |
|  | Maihuenioideae |
|  |                |

|  | \| \| Opuntioideae \| \| \| \| \| \| Maihuenioideae \| \| \| \| |
|  |                                                                 |
|  | Cactoideae                                                      |
|  |                                                                 |
|  | Opuntioideae                                                    |
|  |                                                                 |
|  | Maihuenioideae                                                  |
|  |                                                                 |

|  | Opuntioideae   |
|  |                |
|  | Maihuenioideae |
|  |                |

|  | \| \| Opuntioideae \| \| \| \| \| \| Maihuenioideae \| \| \| \| |
|  |                                                                 |
|  | Cactoideae                                                      |
|  |                                                                 |
|  | Opuntioideae                                                    |
|  |                                                                 |
|  | Maihuenioideae                                                  |
|  |                                                                 |

|  | Opuntioideae   |
|  |                |
|  | Maihuenioideae |
|  |                |

|  | \| \| Opuntioideae \| \| \| \| \| \| Maihuenioideae \| \| \| \| |
|  |                                                                 |
|  | Cactoideae                                                      |
|  |                                                                 |
|  | Opuntioideae                                                    |
|  |                                                                 |
|  | Maihuenioideae                                                  |
|  |                                                                 |

|  | Opuntioideae   |
|  |                |
|  | Maihuenioideae |
|  |                |

|  | \| \| Opuntioideae \| \| \| \| \| \| Maihuenioideae \| \| \| \| |
|  |                                                                 |
|  | Cactoideae                                                      |
|  |                                                                 |
|  | Opuntioideae                                                    |
|  |                                                                 |
|  | Maihuenioideae                                                  |
|  |                                                                 |

|  | Opuntioideae   |
|  |                |
|  | Maihuenioideae |
|  |                |

|  | \| \| Opuntioideae \| \| \| \| \| \| Maihuenioideae \| \| \| \| |
|  |                                                                 |
|  | Cactoideae                                                      |
|  |                                                                 |
|  | Opuntioideae                                                    |
|  |                                                                 |
|  | Maihuenioideae                                                  |
|  |                                                                 |

|  | Opuntioideae   |
|  |                |
|  | Maihuenioideae |
|  |                |

|  | \| \| Opuntioideae \| \| \| \| \| \| Maihuenioideae \| \| \| \| |
|  |                                                                 |
|  | Cactoideae                                                      |
|  |                                                                 |
|  | Opuntioideae                                                    |
|  |                                                                 |
|  | Maihuenioideae                                                  |
|  |                                                                 |

|  | Opuntioideae   |
|  |                |
|  | Maihuenioideae |
|  |                |

|  | \| \| Opuntioideae \| \| \| \| \| \| Maihuenioideae \| \| \| \| |
|  |                                                                 |
|  | Cactoideae                                                      |
|  |                                                                 |
|  | Opuntioideae                                                    |
|  |                                                                 |
|  | Maihuenioideae                                                  |
|  |                                                                 |

|  | Opuntioideae   |
|  |                |
|  | Maihuenioideae |
|  |                |

|  | \| \| Opuntioideae \| \| \| \| \| \| Maihuenioideae \| \| \| \| |
|  |                                                                 |
|  | Cactoideae                                                      |
|  |                                                                 |
|  | Opuntioideae                                                    |
|  |                                                                 |
|  | Maihuenioideae                                                  |
|  |                                                                 |

|  | Opuntioideae   |
|  |                |
|  | Maihuenioideae |
|  |                |

|  | \| \| Opuntioideae \| \| \| \| \| \| Maihuenioideae \| \| \| \| |
|  |                                                                 |
|  | Cactoideae                                                      |
|  |                                                                 |
|  | Opuntioideae                                                    |
|  |                                                                 |
|  | Maihuenioideae                                                  |
|  |                                                                 |

|  | Opuntioideae   |
|  |                |
|  | Maihuenioideae |
|  |                |

|  | \| \| Opuntioideae \| \| \| \| \| \| Maihuenioideae \| \| \| \| |
|  |                                                                 |
|  | Cactoideae                                                      |
|  |                                                                 |
|  | Opuntioideae                                                    |
|  |                                                                 |
|  | Maihuenioideae                                                  |
|  |                                                                 |

|  | Opuntioideae   |
|  |                |
|  | Maihuenioideae |
|  |                |

|  | \| \| Opuntioideae \| \| \| \| \| \| Maihuenioideae \| \| \| \| |
|  |                                                                 |
|  | Cactoideae                                                      |
|  |                                                                 |
|  | Opuntioideae                                                    |
|  |                                                                 |
|  | Maihuenioideae                                                  |
|  |                                                                 |

|  | Opuntioideae   |
|  |                |
|  | Maihuenioideae |
|  |                |

|  | \| \| Opuntioideae \| \| \| \| \| \| Maihuenioideae \| \| \| \| |
|  |                                                                 |
|  | Cactoideae                                                      |
|  |                                                                 |
|  | Opuntioideae                                                    |
|  |                                                                 |
|  | Maihuenioideae                                                  |
|  |                                                                 |

|  | Opuntioideae   |
|  |                |
|  | Maihuenioideae |
|  |                |

|  | \| \| Opuntioideae \| \| \| \| \| \| Maihuenioideae \| \| \| \| |
|  |                                                                 |
|  | Cactoideae                                                      |
|  |                                                                 |
|  | Opuntioideae                                                    |
|  |                                                                 |
|  | Maihuenioideae                                                  |
|  |                                                                 |

|  | Opuntioideae   |
|  |                |
|  | Maihuenioideae |
|  |                |

|  | \| \| Opuntioideae \| \| \| \| \| \| Maihuenioideae \| \| \| \| |
|  |                                                                 |
|  | Cactoideae                                                      |
|  |                                                                 |
|  | Opuntioideae                                                    |
|  |                                                                 |
|  | Maihuenioideae                                                  |
|  |                                                                 |

|  | Opuntioideae   |
|  |                |
|  | Maihuenioideae |
|  |                |

|  | \| \| Opuntioideae \| \| \| \| \| \| Maihuenioideae \| \| \| \| |
|  |                                                                 |
|  | Cactoideae                                                      |
|  |                                                                 |
|  | Opuntioideae                                                    |
|  |                                                                 |
|  | Maihuenioideae                                                  |
|  |                                                                 |

|  | Opuntioideae   |
|  |                |
|  | Maihuenioideae |
|  |                |

|  | \| \| Opuntioideae \| \| \| \| \| \| Maihuenioideae \| \| \| \| |
|  |                                                                 |
|  | Cactoideae                                                      |
|  |                                                                 |
|  | Opuntioideae                                                    |
|  |                                                                 |
|  | Maihuenioideae                                                  |
|  |                                                                 |

|  | Opuntioideae   |
|  |                |
|  | Maihuenioideae |
|  |                |

|  | \| \| Opuntioideae \| \| \| \| \| \| Maihuenioideae \| \| \| \| |
|  |                                                                 |
|  | Cactoideae                                                      |
|  |                                                                 |
|  | Opuntioideae                                                    |
|  |                                                                 |
|  | Maihuenioideae                                                  |
|  |                                                                 |

|  | Opuntioideae   |
|  |                |
|  | Maihuenioideae |
|  |                |

|  | \| \| Opuntioideae \| \| \| \| \| \| Maihuenioideae \| \| \| \| |
|  |                                                                 |
|  | Cactoideae                                                      |
|  |                                                                 |
|  | Opuntioideae                                                    |
|  |                                                                 |
|  | Maihuenioideae                                                  |
|  |                                                                 |

|  | Opuntioideae   |
|  |                |
|  | Maihuenioideae |
|  |                |

|  | \| \| Opuntioideae \| \| \| \| \| \| Maihuenioideae \| \| \| \| |
|  |                                                                 |
|  | Cactoideae                                                      |
|  |                                                                 |
|  | Opuntioideae                                                    |
|  |                                                                 |
|  | Maihuenioideae                                                  |
|  |                                                                 |

|  | Opuntioideae   |
|  |                |
|  | Maihuenioideae |
|  |                |

|  | \| \| Opuntioideae \| \| \| \| \| \| Maihuenioideae \| \| \| \| |
|  |                                                                 |
|  | Cactoideae                                                      |
|  |                                                                 |
|  | Opuntioideae                                                    |
|  |                                                                 |
|  | Maihuenioideae                                                  |
|  |                                                                 |

|  | Opuntioideae   |
|  |                |
|  | Maihuenioideae |
|  |                |

|  | \| \| Opuntioideae \| \| \| \| \| \| Maihuenioideae \| \| \| \| |
|  |                                                                 |
|  | Cactoideae                                                      |
|  |                                                                 |
|  | Opuntioideae                                                    |
|  |                                                                 |
|  | Maihuenioideae                                                  |
|  |                                                                 |

|  | Opuntioideae   |
|  |                |
|  | Maihuenioideae |
|  |                |

|  | \| \| Opuntioideae \| \| \| \| \| \| Maihuenioideae \| \| \| \| |
|  |                                                                 |
|  | Cactoideae                                                      |
|  |                                                                 |
|  | Opuntioideae                                                    |
|  |                                                                 |
|  | Maihuenioideae                                                  |
|  |                                                                 |

|  | Opuntioideae   |
|  |                |
|  | Maihuenioideae |
|  |                |

|  | \| \| Opuntioideae \| \| \| \| \| \| Maihuenioideae \| \| \| \| |
|  |                                                                 |
|  | Cactoideae                                                      |
|  |                                                                 |
|  | Opuntioideae                                                    |
|  |                                                                 |
|  | Maihuenioideae                                                  |
|  |                                                                 |

|  | Opuntioideae   |
|  |                |
|  | Maihuenioideae |
|  |                |

|  | \| \| Opuntioideae \| \| \| \| \| \| Maihuenioideae \| \| \| \| |
|  |                                                                 |
|  | Cactoideae                                                      |
|  |                                                                 |
|  | Opuntioideae                                                    |
|  |                                                                 |
|  | Maihuenioideae                                                  |
|  |                                                                 |

|  | Opuntioideae   |
|  |                |
|  | Maihuenioideae |
|  |                |

|  | \| \| Opuntioideae \| \| \| \| \| \| Maihuenioideae \| \| \| \| |
|  |                                                                 |
|  | Cactoideae                                                      |
|  |                                                                 |
|  | Opuntioideae                                                    |
|  |                                                                 |
|  | Maihuenioideae                                                  |
|  |                                                                 |

|  | Opuntioideae   |
|  |                |
|  | Maihuenioideae |
|  |                |

|  | \| \| Opuntioideae \| \| \| \| \| \| Maihuenioideae \| \| \| \| |
|  |                                                                 |
|  | Cactoideae                                                      |
|  |                                                                 |
|  | Opuntioideae                                                    |
|  |                                                                 |
|  | Maihuenioideae                                                  |
|  |                                                                 |

|  | Opuntioideae   |
|  |                |
|  | Maihuenioideae |
|  |                |

|  | \| \| Opuntioideae \| \| \| \| \| \| Maihuenioideae \| \| \| \| |
|  |                                                                 |
|  | Cactoideae                                                      |
|  |                                                                 |
|  | Opuntioideae                                                    |
|  |                                                                 |
|  | Maihuenioideae                                                  |
|  |                                                                 |

|  | Opuntioideae   |
|  |                |
|  | Maihuenioideae |
|  |                |

|  | \| \| Opuntioideae \| \| \| \| \| \| Maihuenioideae \| \| \| \| |
|  |                                                                 |
|  | Cactoideae                                                      |
|  |                                                                 |
|  | Opuntioideae                                                    |
|  |                                                                 |
|  | Maihuenioideae                                                  |
|  |                                                                 |

|  | Opuntioideae   |
|  |                |
|  | Maihuenioideae |
|  |                |

|  | \| \| Opuntioideae \| \| \| \| \| \| Maihuenioideae \| \| \| \| |
|  |                                                                 |
|  | Cactoideae                                                      |
|  |                                                                 |
|  | Opuntioideae                                                    |
|  |                                                                 |
|  | Maihuenioideae                                                  |
|  |                                                                 |

|  | Opuntioideae   |
|  |                |
|  | Maihuenioideae |
|  |                |

|  | \| \| Opuntioideae \| \| \| \| \| \| Maihuenioideae \| \| \| \| |
|  |                                                                 |
|  | Cactoideae                                                      |
|  |                                                                 |
|  | Opuntioideae                                                    |
|  |                                                                 |
|  | Maihuenioideae                                                  |
|  |                                                                 |

|  | Opuntioideae   |
|  |                |
|  | Maihuenioideae |
|  |                |

|  | \| \| Opuntioideae \| \| \| \| \| \| Maihuenioideae \| \| \| \| |
|  |                                                                 |
|  | Cactoideae                                                      |
|  |                                                                 |
|  | Opuntioideae                                                    |
|  |                                                                 |
|  | Maihuenioideae                                                  |
|  |                                                                 |

|  | Opuntioideae   |
|  |                |
|  | Maihuenioideae |
|  |                |

|  | \| \| Opuntioideae \| \| \| \| \| \| Maihuenioideae \| \| \| \| |
|  |                                                                 |
|  | Cactoideae                                                      |
|  |                                                                 |
|  | Opuntioideae                                                    |
|  |                                                                 |
|  | Maihuenioideae                                                  |
|  |                                                                 |

|  | Opuntioideae   |
|  |                |
|  | Maihuenioideae |
|  |                |

|  | \| \| Opuntioideae \| \| \| \| \| \| Maihuenioideae \| \| \| \| |
|  |                                                                 |
|  | Cactoideae                                                      |
|  |                                                                 |
|  | Opuntioideae                                                    |
|  |                                                                 |
|  | Maihuenioideae                                                  |
|  |                                                                 |

|  | Opuntioideae   |
|  |                |
|  | Maihuenioideae |
|  |                |

|  | \| \| Opuntioideae \| \| \| \| \| \| Maihuenioideae \| \| \| \| |
|  |                                                                 |
|  | Cactoideae                                                      |
|  |                                                                 |
|  | Opuntioideae                                                    |
|  |                                                                 |
|  | Maihuenioideae                                                  |
|  |                                                                 |

|  | Opuntioideae   |
|  |                |
|  | Maihuenioideae |
|  |                |

|  | \| \| Opuntioideae \| \| \| \| \| \| Maihuenioideae \| \| \| \| |
|  |                                                                 |
|  | Cactoideae                                                      |
|  |                                                                 |
|  | Opuntioideae                                                    |
|  |                                                                 |
|  | Maihuenioideae                                                  |
|  |                                                                 |

|  | Opuntioideae   |
|  |                |
|  | Maihuenioideae |
|  |                |

|  | \| \| Opuntioideae \| \| \| \| \| \| Maihuenioideae \| \| \| \| |
|  |                                                                 |
|  | Cactoideae                                                      |
|  |                                                                 |
|  | Opuntioideae                                                    |
|  |                                                                 |
|  | Maihuenioideae                                                  |
|  |                                                                 |

|  | Opuntioideae   |
|  |                |
|  | Maihuenioideae |
|  |                |

|  | \| \| Opuntioideae \| \| \| \| \| \| Maihuenioideae \| \| \| \| |
|  |                                                                 |
|  | Cactoideae                                                      |
|  |                                                                 |
|  | Opuntioideae                                                    |
|  |                                                                 |
|  | Maihuenioideae                                                  |
|  |                                                                 |

|  | Opuntioideae   |
|  |                |
|  | Maihuenioideae |
|  |                |

|  | \| \| Opuntioideae \| \| \| \| \| \| Maihuenioideae \| \| \| \| |
|  |                                                                 |
|  | Cactoideae                                                      |
|  |                                                                 |
|  | Opuntioideae                                                    |
|  |                                                                 |
|  | Maihuenioideae                                                  |
|  |                                                                 |

|  | Opuntioideae   |
|  |                |
|  | Maihuenioideae |
|  |                |

|  | \| \| Opuntioideae \| \| \| \| \| \| Maihuenioideae \| \| \| \| |
|  |                                                                 |
|  | Cactoideae                                                      |
|  |                                                                 |
|  | Opuntioideae                                                    |
|  |                                                                 |
|  | Maihuenioideae                                                  |
|  |                                                                 |

|  | Opuntioideae   |
|  |                |
|  | Maihuenioideae |
|  |                |

|  | \| \| Opuntioideae \| \| \| \| \| \| Maihuenioideae \| \| \| \| |
|  |                                                                 |
|  | Cactoideae                                                      |
|  |                                                                 |
|  | Opuntioideae                                                    |
|  |                                                                 |
|  | Maihuenioideae                                                  |
|  |                                                                 |

|  | Opuntioideae   |
|  |                |
|  | Maihuenioideae |
|  |                |

|  | \| \| Opuntioideae \| \| \| \| \| \| Maihuenioideae \| \| \| \| |
|  |                                                                 |
|  | Cactoideae                                                      |
|  |                                                                 |
|  | Opuntioideae                                                    |
|  |                                                                 |
|  | Maihuenioideae                                                  |
|  |                                                                 |

|  | Opuntioideae   |
|  |                |
|  | Maihuenioideae |
|  |                |

|  | \| \| Opuntioideae \| \| \| \| \| \| Maihuenioideae \| \| \| \| |
|  |                                                                 |
|  | Cactoideae                                                      |
|  |                                                                 |
|  | Opuntioideae                                                    |
|  |                                                                 |
|  | Maihuenioideae                                                  |
|  |                                                                 |

|  | Opuntioideae   |
|  |                |
|  | Maihuenioideae |
|  |                |

|  | \| \| Opuntioideae \| \| \| \| \| \| Maihuenioideae \| \| \| \| |
|  |                                                                 |
|  | Cactoideae                                                      |
|  |                                                                 |
|  | Opuntioideae                                                    |
|  |                                                                 |
|  | Maihuenioideae                                                  |
|  |                                                                 |

|  | Opuntioideae   |
|  |                |
|  | Maihuenioideae |
|  |                |

|  | \| \| Opuntioideae \| \| \| \| \| \| Maihuenioideae \| \| \| \| |
|  |                                                                 |
|  | Cactoideae                                                      |
|  |                                                                 |
|  | Opuntioideae                                                    |
|  |                                                                 |
|  | Maihuenioideae                                                  |
|  |                                                                 |

|  | Opuntioideae   |
|  |                |
|  | Maihuenioideae |
|  |                |

|  | \| \| Opuntioideae \| \| \| \| \| \| Maihuenioideae \| \| \| \| |
|  |                                                                 |
|  | Cactoideae                                                      |
|  |                                                                 |
|  | Opuntioideae                                                    |
|  |                                                                 |
|  | Maihuenioideae                                                  |
|  |                                                                 |

|  | Opuntioideae   |
|  |                |
|  | Maihuenioideae |
|  |                |

|  | \| \| Opuntioideae \| \| \| \| \| \| Maihuenioideae \| \| \| \| |
|  |                                                                 |
|  | Cactoideae                                                      |
|  |                                                                 |
|  | Opuntioideae                                                    |
|  |                                                                 |
|  | Maihuenioideae                                                  |
|  |                                                                 |

|  | Opuntioideae   |
|  |                |
|  | Maihuenioideae |
|  |                |

|  | \| \| Opuntioideae \| \| \| \| \| \| Maihuenioideae \| \| \| \| |
|  |                                                                 |
|  | Cactoideae                                                      |
|  |                                                                 |
|  | Opuntioideae                                                    |
|  |                                                                 |
|  | Maihuenioideae                                                  |
|  |                                                                 |

|  | Opuntioideae   |
|  |                |
|  | Maihuenioideae |
|  |                |

|  | \| \| Opuntioideae \| \| \| \| \| \| Maihuenioideae \| \| \| \| |
|  |                                                                 |
|  | Cactoideae                                                      |
|  |                                                                 |
|  | Opuntioideae                                                    |
|  |                                                                 |
|  | Maihuenioideae                                                  |
|  |                                                                 |

|  | Opuntioideae   |
|  |                |
|  | Maihuenioideae |
|  |                |

|  | \| \| Opuntioideae \| \| \| \| \| \| Maihuenioideae \| \| \| \| |
|  |                                                                 |
|  | Cactoideae                                                      |
|  |                                                                 |
|  | Opuntioideae                                                    |
|  |                                                                 |
|  | Maihuenioideae                                                  |
|  |                                                                 |

|  | Opuntioideae   |
|  |                |
|  | Maihuenioideae |
|  |                |

|  | \| \| Opuntioideae \| \| \| \| \| \| Maihuenioideae \| \| \| \| |
|  |                                                                 |
|  | Cactoideae                                                      |
|  |                                                                 |
|  | Opuntioideae                                                    |
|  |                                                                 |
|  | Maihuenioideae                                                  |
|  |                                                                 |

|  | Opuntioideae   |
|  |                |
|  | Maihuenioideae |
|  |                |

|  | \| \| Opuntioideae \| \| \| \| \| \| Maihuenioideae \| \| \| \| |
|  |                                                                 |
|  | Cactoideae                                                      |
|  |                                                                 |
|  | Opuntioideae                                                    |
|  |                                                                 |
|  | Maihuenioideae                                                  |
|  |                                                                 |

|  | Opuntioideae   |
|  |                |
|  | Maihuenioideae |
|  |                |

|  | \| \| Opuntioideae \| \| \| \| \| \| Maihuenioideae \| \| \| \| |
|  |                                                                 |
|  | Cactoideae                                                      |
|  |                                                                 |
|  | Opuntioideae                                                    |
|  |                                                                 |
|  | Maihuenioideae                                                  |
|  |                                                                 |

|  | Opuntioideae   |
|  |                |
|  | Maihuenioideae |
|  |                |

|  | \| \| Opuntioideae \| \| \| \| \| \| Maihuenioideae \| \| \| \| |
|  |                                                                 |
|  | Cactoideae                                                      |
|  |                                                                 |
|  | Opuntioideae                                                    |
|  |                                                                 |
|  | Maihuenioideae                                                  |
|  |                                                                 |

|  | Opuntioideae   |
|  |                |
|  | Maihuenioideae |
|  |                |

|  | \| \| Opuntioideae \| \| \| \| \| \| Maihuenioideae \| \| \| \| |
|  |                                                                 |
|  | Cactoideae                                                      |
|  |                                                                 |
|  | Opuntioideae                                                    |
|  |                                                                 |
|  | Maihuenioideae                                                  |
|  |                                                                 |

|  | Opuntioideae   |
|  |                |
|  | Maihuenioideae |
|  |                |

|  | \| \| Opuntioideae \| \| \| \| \| \| Maihuenioideae \| \| \| \| |
|  |                                                                 |
|  | Cactoideae                                                      |
|  |                                                                 |
|  | Opuntioideae                                                    |
|  |                                                                 |
|  | Maihuenioideae                                                  |
|  |                                                                 |

|  | Opuntioideae   |
|  |                |
|  | Maihuenioideae |
|  |                |

|  | \| \| Opuntioideae \| \| \| \| \| \| Maihuenioideae \| \| \| \| |
|  |                                                                 |
|  | Cactoideae                                                      |
|  |                                                                 |
|  | Opuntioideae                                                    |
|  |                                                                 |
|  | Maihuenioideae                                                  |
|  |                                                                 |

|  | Opuntioideae   |
|  |                |
|  | Maihuenioideae |
|  |                |

|  | \| \| Opuntioideae \| \| \| \| \| \| Maihuenioideae \| \| \| \| |
|  |                                                                 |
|  | Cactoideae                                                      |
|  |                                                                 |
|  | Opuntioideae                                                    |
|  |                                                                 |
|  | Maihuenioideae                                                  |
|  |                                                                 |

|  | Opuntioideae   |
|  |                |
|  | Maihuenioideae |
|  |                |

|  | \| \| Opuntioideae \| \| \| \| \| \| Maihuenioideae \| \| \| \| |
|  |                                                                 |
|  | Cactoideae                                                      |
|  |                                                                 |
|  | Opuntioideae                                                    |
|  |                                                                 |
|  | Maihuenioideae                                                  |
|  |                                                                 |

|  | Opuntioideae   |
|  |                |
|  | Maihuenioideae |
|  |                |

|  | \| \| Opuntioideae \| \| \| \| \| \| Maihuenioideae \| \| \| \| |
|  |                                                                 |
|  | Cactoideae                                                      |
|  |                                                                 |
|  | Opuntioideae                                                    |
|  |                                                                 |
|  | Maihuenioideae                                                  |
|  |                                                                 |

|  | Opuntioideae   |
|  |                |
|  | Maihuenioideae |
|  |                |

|  | \| \| Opuntioideae \| \| \| \| \| \| Maihuenioideae \| \| \| \| |
|  |                                                                 |
|  | Cactoideae                                                      |
|  |                                                                 |
|  | Opuntioideae                                                    |
|  |                                                                 |
|  | Maihuenioideae                                                  |
|  |                                                                 |

|  | Opuntioideae   |
|  |                |
|  | Maihuenioideae |
|  |                |

|  | \| \| Opuntioideae \| \| \| \| \| \| Maihuenioideae \| \| \| \| |
|  |                                                                 |
|  | Cactoideae                                                      |
|  |                                                                 |
|  | Opuntioideae                                                    |
|  |                                                                 |
|  | Maihuenioideae                                                  |
|  |                                                                 |

|  | Opuntioideae   |
|  |                |
|  | Maihuenioideae |
|  |                |

|  | \| \| Opuntioideae \| \| \| \| \| \| Maihuenioideae \| \| \| \| |
|  |                                                                 |
|  | Cactoideae                                                      |
|  |                                                                 |
|  | Opuntioideae                                                    |
|  |                                                                 |
|  | Maihuenioideae                                                  |
|  |                                                                 |

|  | Opuntioideae   |
|  |                |
|  | Maihuenioideae |
|  |                |

|  | \| \| Opuntioideae \| \| \| \| \| \| Maihuenioideae \| \| \| \| |
|  |                                                                 |
|  | Cactoideae                                                      |
|  |                                                                 |
|  | Opuntioideae                                                    |
|  |                                                                 |
|  | Maihuenioideae                                                  |
|  |                                                                 |

|  | Opuntioideae   |
|  |                |
|  | Maihuenioideae |
|  |                |

|  | \| \| Opuntioideae \| \| \| \| \| \| Maihuenioideae \| \| \| \| |
|  |                                                                 |
|  | Cactoideae                                                      |
|  |                                                                 |
|  | Opuntioideae                                                    |
|  |                                                                 |
|  | Maihuenioideae                                                  |
|  |                                                                 |

|  | Opuntioideae   |
|  |                |
|  | Maihuenioideae |
|  |                |

|  | \| \| Opuntioideae \| \| \| \| \| \| Maihuenioideae \| \| \| \| |
|  |                                                                 |
|  | Cactoideae                                                      |
|  |                                                                 |
|  | Opuntioideae                                                    |
|  |                                                                 |
|  | Maihuenioideae                                                  |
|  |                                                                 |

|  | Opuntioideae   |
|  |                |
|  | Maihuenioideae |
|  |                |

|  | \| \| Opuntioideae \| \| \| \| \| \| Maihuenioideae \| \| \| \| |
|  |                                                                 |
|  | Cactoideae                                                      |
|  |                                                                 |
|  | Opuntioideae                                                    |
|  |                                                                 |
|  | Maihuenioideae                                                  |
|  |                                                                 |

|  | Opuntioideae   |
|  |                |
|  | Maihuenioideae |
|  |                |

|  | \| \| Opuntioideae \| \| \| \| \| \| Maihuenioideae \| \| \| \| |
|  |                                                                 |
|  | Cactoideae                                                      |
|  |                                                                 |
|  | Opuntioideae                                                    |
|  |                                                                 |
|  | Maihuenioideae                                                  |
|  |                                                                 |

|  | Opuntioideae   |
|  |                |
|  | Maihuenioideae |
|  |                |

|  | \| \| Opuntioideae \| \| \| \| \| \| Maihuenioideae \| \| \| \| |
|  |                                                                 |
|  | Cactoideae                                                      |
|  |                                                                 |
|  | Opuntioideae                                                    |
|  |                                                                 |
|  | Maihuenioideae                                                  |
|  |                                                                 |

|  | Opuntioideae   |
|  |                |
|  | Maihuenioideae |
|  |                |

|  | \| \| Opuntioideae \| \| \| \| \| \| Maihuenioideae \| \| \| \| |
|  |                                                                 |
|  | Cactoideae                                                      |
|  |                                                                 |
|  | Opuntioideae                                                    |
|  |                                                                 |
|  | Maihuenioideae                                                  |
|  |                                                                 |

|  | Opuntioideae   |
|  |                |
|  | Maihuenioideae |
|  |                |

|  | \| \| Opuntioideae \| \| \| \| \| \| Maihuenioideae \| \| \| \| |
|  |                                                                 |
|  | Cactoideae                                                      |
|  |                                                                 |
|  | Opuntioideae                                                    |
|  |                                                                 |
|  | Maihuenioideae                                                  |
|  |                                                                 |

|  | Opuntioideae   |
|  |                |
|  | Maihuenioideae |
|  |                |

|  | \| \| Opuntioideae \| \| \| \| \| \| Maihuenioideae \| \| \| \| |
|  |                                                                 |
|  | Cactoideae                                                      |
|  |                                                                 |
|  | Opuntioideae                                                    |
|  |                                                                 |
|  | Maihuenioideae                                                  |
|  |                                                                 |

|  | Opuntioideae   |
|  |                |
|  | Maihuenioideae |
|  |                |

|  | \| \| Opuntioideae \| \| \| \| \| \| Maihuenioideae \| \| \| \| |
|  |                                                                 |
|  | Cactoideae                                                      |
|  |                                                                 |
|  | Opuntioideae                                                    |
|  |                                                                 |
|  | Maihuenioideae                                                  |
|  |                                                                 |

|  | Opuntioideae   |
|  |                |
|  | Maihuenioideae |
|  |                |

|  | \| \| Opuntioideae \| \| \| \| \| \| Maihuenioideae \| \| \| \| |
|  |                                                                 |
|  | Cactoideae                                                      |
|  |                                                                 |
|  | Opuntioideae                                                    |
|  |                                                                 |
|  | Maihuenioideae                                                  |
|  |                                                                 |

|  | Opuntioideae   |
|  |                |
|  | Maihuenioideae |
|  |                |

|  | \| \| Opuntioideae \| \| \| \| \| \| Maihuenioideae \| \| \| \| |
|  |                                                                 |
|  | Cactoideae                                                      |
|  |                                                                 |
|  | Opuntioideae                                                    |
|  |                                                                 |
|  | Maihuenioideae                                                  |
|  |                                                                 |

|  | Opuntioideae   |
|  |                |
|  | Maihuenioideae |
|  |                |

|  | \| \| Opuntioideae \| \| \| \| \| \| Maihuenioideae \| \| \| \| |
|  |                                                                 |
|  | Cactoideae                                                      |
|  |                                                                 |
|  | Opuntioideae                                                    |
|  |                                                                 |
|  | Maihuenioideae                                                  |
|  |                                                                 |

|  | Opuntioideae   |
|  |                |
|  | Maihuenioideae |
|  |                |

|  | \| \| Opuntioideae \| \| \| \| \| \| Maihuenioideae \| \| \| \| |
|  |                                                                 |
|  | Cactoideae                                                      |
|  |                                                                 |
|  | Opuntioideae                                                    |
|  |                                                                 |
|  | Maihuenioideae                                                  |
|  |                                                                 |

|  | Opuntioideae   |
|  |                |
|  | Maihuenioideae |
|  |                |

|  | \| \| Opuntioideae \| \| \| \| \| \| Maihuenioideae \| \| \| \| |
|  |                                                                 |
|  | Cactoideae                                                      |
|  |                                                                 |
|  | Opuntioideae                                                    |
|  |                                                                 |
|  | Maihuenioideae                                                  |
|  |                                                                 |

|  | Opuntioideae   |
|  |                |
|  | Maihuenioideae |
|  |                |

|  | \| \| Opuntioideae \| \| \| \| \| \| Maihuenioideae \| \| \| \| |
|  |                                                                 |
|  | Cactoideae                                                      |
|  |                                                                 |
|  | Opuntioideae                                                    |
|  |                                                                 |
|  | Maihuenioideae                                                  |
|  |                                                                 |

|  | Opuntioideae   |
|  |                |
|  | Maihuenioideae |
|  |                |

|  | \| \| Opuntioideae \| \| \| \| \| \| Maihuenioideae \| \| \| \| |
|  |                                                                 |
|  | Cactoideae                                                      |
|  |                                                                 |
|  | Opuntioideae                                                    |
|  |                                                                 |
|  | Maihuenioideae                                                  |
|  |                                                                 |

|  | Opuntioideae   |
|  |                |
|  | Maihuenioideae |
|  |                |

|  | \| \| Opuntioideae \| \| \| \| \| \| Maihuenioideae \| \| \| \| |
|  |                                                                 |
|  | Cactoideae                                                      |
|  |                                                                 |
|  | Opuntioideae                                                    |
|  |                                                                 |
|  | Maihuenioideae                                                  |
|  |                                                                 |

|  | Opuntioideae   |
|  |                |
|  | Maihuenioideae |
|  |                |

|  | \| \| Opuntioideae \| \| \| \| \| \| Maihuenioideae \| \| \| \| |
|  |                                                                 |
|  | Cactoideae                                                      |
|  |                                                                 |
|  | Opuntioideae                                                    |
|  |                                                                 |
|  | Maihuenioideae                                                  |
|  |                                                                 |

|  | Opuntioideae   |
|  |                |
|  | Maihuenioideae |
|  |                |

|  | \| \| Opuntioideae \| \| \| \| \| \| Maihuenioideae \| \| \| \| |
|  |                                                                 |
|  | Cactoideae                                                      |
|  |                                                                 |
|  | Opuntioideae                                                    |
|  |                                                                 |
|  | Maihuenioideae                                                  |
|  |                                                                 |

|  | Opuntioideae   |
|  |                |
|  | Maihuenioideae |
|  |                |

|  | \| \| Opuntioideae \| \| \| \| \| \| Maihuenioideae \| \| \| \| |
|  |                                                                 |
|  | Cactoideae                                                      |
|  |                                                                 |
|  | Opuntioideae                                                    |
|  |                                                                 |
|  | Maihuenioideae                                                  |
|  |                                                                 |

|  | Opuntioideae   |
|  |                |
|  | Maihuenioideae |
|  |                |

|  | \| \| Opuntioideae \| \| \| \| \| \| Maihuenioideae \| \| \| \| |
|  |                                                                 |
|  | Cactoideae                                                      |
|  |                                                                 |
|  | Opuntioideae                                                    |
|  |                                                                 |
|  | Maihuenioideae                                                  |
|  |                                                                 |

|  | Opuntioideae   |
|  |                |
|  | Maihuenioideae |
|  |                |

|  | \| \| Opuntioideae \| \| \| \| \| \| Maihuenioideae \| \| \| \| |
|  |                                                                 |
|  | Cactoideae                                                      |
|  |                                                                 |
|  | Opuntioideae                                                    |
|  |                                                                 |
|  | Maihuenioideae                                                  |
|  |                                                                 |

|  | Opuntioideae   |
|  |                |
|  | Maihuenioideae |
|  |                |

|  | \| \| Opuntioideae \| \| \| \| \| \| Maihuenioideae \| \| \| \| |
|  |                                                                 |
|  | Cactoideae                                                      |
|  |                                                                 |
|  | Opuntioideae                                                    |
|  |                                                                 |
|  | Maihuenioideae                                                  |
|  |                                                                 |

|  | Opuntioideae   |
|  |                |
|  | Maihuenioideae |
|  |                |

|  | \| \| Opuntioideae \| \| \| \| \| \| Maihuenioideae \| \| \| \| |
|  |                                                                 |
|  | Cactoideae                                                      |
|  |                                                                 |
|  | Opuntioideae                                                    |
|  |                                                                 |
|  | Maihuenioideae                                                  |
|  |                                                                 |

|  | Opuntioideae   |
|  |                |
|  | Maihuenioideae |
|  |                |

|  | \| \| Opuntioideae \| \| \| \| \| \| Maihuenioideae \| \| \| \| |
|  |                                                                 |
|  | Cactoideae                                                      |
|  |                                                                 |
|  | Opuntioideae                                                    |
|  |                                                                 |
|  | Maihuenioideae                                                  |
|  |                                                                 |

|  | Opuntioideae   |
|  |                |
|  | Maihuenioideae |
|  |                |

|  | \| \| Opuntioideae \| \| \| \| \| \| Maihuenioideae \| \| \| \| |
|  |                                                                 |
|  | Cactoideae                                                      |
|  |                                                                 |
|  | Opuntioideae                                                    |
|  |                                                                 |
|  | Maihuenioideae                                                  |
|  |                                                                 |

|  | Opuntioideae   |
|  |                |
|  | Maihuenioideae |
|  |                |

|  | \| \| Opuntioideae \| \| \| \| \| \| Maihuenioideae \| \| \| \| |
|  |                                                                 |
|  | Cactoideae                                                      |
|  |                                                                 |
|  | Opuntioideae                                                    |
|  |                                                                 |
|  | Maihuenioideae                                                  |
|  |                                                                 |

|  | Opuntioideae   |
|  |                |
|  | Maihuenioideae |
|  |                |

|  | \| \| Opuntioideae \| \| \| \| \| \| Maihuenioideae \| \| \| \| |
|  |                                                                 |
|  | Cactoideae                                                      |
|  |                                                                 |
|  | Opuntioideae                                                    |
|  |                                                                 |
|  | Maihuenioideae                                                  |
|  |                                                                 |

|  | Opuntioideae   |
|  |                |
|  | Maihuenioideae |
|  |                |

|  | \| \| Opuntioideae \| \| \| \| \| \| Maihuenioideae \| \| \| \| |
|  |                                                                 |
|  | Cactoideae                                                      |
|  |                                                                 |
|  | Opuntioideae                                                    |
|  |                                                                 |
|  | Maihuenioideae                                                  |
|  |                                                                 |

|  | Opuntioideae   |
|  |                |
|  | Maihuenioideae |
|  |                |

|  | \| \| Opuntioideae \| \| \| \| \| \| Maihuenioideae \| \| \| \| |
|  |                                                                 |
|  | Cactoideae                                                      |
|  |                                                                 |
|  | Opuntioideae                                                    |
|  |                                                                 |
|  | Maihuenioideae                                                  |
|  |                                                                 |

|  | Opuntioideae   |
|  |                |
|  | Maihuenioideae |
|  |                |

|  | \| \| Opuntioideae \| \| \| \| \| \| Maihuenioideae \| \| \| \| |
|  |                                                                 |
|  | Cactoideae                                                      |
|  |                                                                 |
|  | Opuntioideae                                                    |
|  |                                                                 |
|  | Maihuenioideae                                                  |
|  |                                                                 |

|  | Opuntioideae   |
|  |                |
|  | Maihuenioideae |
|  |                |

|  | \| \| Opuntioideae \| \| \| \| \| \| Maihuenioideae \| \| \| \| |
|  |                                                                 |
|  | Cactoideae                                                      |
|  |                                                                 |
|  | Opuntioideae                                                    |
|  |                                                                 |
|  | Maihuenioideae                                                  |
|  |                                                                 |

|  | Opuntioideae   |
|  |                |
|  | Maihuenioideae |
|  |                |

|  | \| \| Opuntioideae \| \| \| \| \| \| Maihuenioideae \| \| \| \| |
|  |                                                                 |
|  | Cactoideae                                                      |
|  |                                                                 |
|  | Opuntioideae                                                    |
|  |                                                                 |
|  | Maihuenioideae                                                  |
|  |                                                                 |

|  | Opuntioideae   |
|  |                |
|  | Maihuenioideae |
|  |                |

|  | \| \| Opuntioideae \| \| \| \| \| \| Maihuenioideae \| \| \| \| |
|  |                                                                 |
|  | Cactoideae                                                      |
|  |                                                                 |
|  | Opuntioideae                                                    |
|  |                                                                 |
|  | Maihuenioideae                                                  |
|  |                                                                 |

|  | Opuntioideae   |
|  |                |
|  | Maihuenioideae |
|  |                |

|  | \| \| Opuntioideae \| \| \| \| \| \| Maihuenioideae \| \| \| \| |
|  |                                                                 |
|  | Cactoideae                                                      |
|  |                                                                 |
|  | Opuntioideae                                                    |
|  |                                                                 |
|  | Maihuenioideae                                                  |
|  |                                                                 |

|  | Opuntioideae   |
|  |                |
|  | Maihuenioideae |
|  |                |

|  | \| \| Opuntioideae \| \| \| \| \| \| Maihuenioideae \| \| \| \| |
|  |                                                                 |
|  | Cactoideae                                                      |
|  |                                                                 |
|  | Opuntioideae                                                    |
|  |                                                                 |
|  | Maihuenioideae                                                  |
|  |                                                                 |

|  | Opuntioideae   |
|  |                |
|  | Maihuenioideae |
|  |                |

|  | \| \| Opuntioideae \| \| \| \| \| \| Maihuenioideae \| \| \| \| |
|  |                                                                 |
|  | Cactoideae                                                      |
|  |                                                                 |
|  | Opuntioideae                                                    |
|  |                                                                 |
|  | Maihuenioideae                                                  |
|  |                                                                 |

|  | Opuntioideae   |
|  |                |
|  | Maihuenioideae |
|  |                |

|  | \| \| Opuntioideae \| \| \| \| \| \| Maihuenioideae \| \| \| \| |
|  |                                                                 |
|  | Cactoideae                                                      |
|  |                                                                 |
|  | Opuntioideae                                                    |
|  |                                                                 |
|  | Maihuenioideae                                                  |
|  |                                                                 |

|  | Opuntioideae   |
|  |                |
|  | Maihuenioideae |
|  |                |

|  | \| \| Opuntioideae \| \| \| \| \| \| Maihuenioideae \| \| \| \| |
|  |                                                                 |
|  | Cactoideae                                                      |
|  |                                                                 |
|  | Opuntioideae                                                    |
|  |                                                                 |
|  | Maihuenioideae                                                  |
|  |                                                                 |

|  | Opuntioideae   |
|  |                |
|  | Maihuenioideae |
|  |                |

|  | \| \| Opuntioideae \| \| \| \| \| \| Maihuenioideae \| \| \| \| |
|  |                                                                 |
|  | Cactoideae                                                      |
|  |                                                                 |
|  | Opuntioideae                                                    |
|  |                                                                 |
|  | Maihuenioideae                                                  |
|  |                                                                 |

|  | Opuntioideae   |
|  |                |
|  | Maihuenioideae |
|  |                |

|  | \| \| Opuntioideae \| \| \| \| \| \| Maihuenioideae \| \| \| \| |
|  |                                                                 |
|  | Cactoideae                                                      |
|  |                                                                 |
|  | Opuntioideae                                                    |
|  |                                                                 |
|  | Maihuenioideae                                                  |
|  |                                                                 |

|  | Opuntioideae   |
|  |                |
|  | Maihuenioideae |
|  |                |

|  | \| \| Opuntioideae \| \| \| \| \| \| Maihuenioideae \| \| \| \| |
|  |                                                                 |
|  | Cactoideae                                                      |
|  |                                                                 |
|  | Opuntioideae                                                    |
|  |                                                                 |
|  | Maihuenioideae                                                  |
|  |                                                                 |

|  | Opuntioideae   |
|  |                |
|  | Maihuenioideae |
|  |                |

|  | \| \| Opuntioideae \| \| \| \| \| \| Maihuenioideae \| \| \| \| |
|  |                                                                 |
|  | Cactoideae                                                      |
|  |                                                                 |
|  | Opuntioideae                                                    |
|  |                                                                 |
|  | Maihuenioideae                                                  |
|  |                                                                 |

|  | Opuntioideae   |
|  |                |
|  | Maihuenioideae |
|  |                |

|  | \| \| Opuntioideae \| \| \| \| \| \| Maihuenioideae \| \| \| \| |
|  |                                                                 |
|  | Cactoideae                                                      |
|  |                                                                 |
|  | Opuntioideae                                                    |
|  |                                                                 |
|  | Maihuenioideae                                                  |
|  |                                                                 |

|  | Opuntioideae   |
|  |                |
|  | Maihuenioideae |
|  |                |

|  | \| \| Opuntioideae \| \| \| \| \| \| Maihuenioideae \| \| \| \| |
|  |                                                                 |
|  | Cactoideae                                                      |
|  |                                                                 |
|  | Opuntioideae                                                    |
|  |                                                                 |
|  | Maihuenioideae                                                  |
|  |                                                                 |

|  | Opuntioideae   |
|  |                |
|  | Maihuenioideae |
|  |                |

|  | \| \| Opuntioideae \| \| \| \| \| \| Maihuenioideae \| \| \| \| |
|  |                                                                 |
|  | Cactoideae                                                      |
|  |                                                                 |
|  | Opuntioideae                                                    |
|  |                                                                 |
|  | Maihuenioideae                                                  |
|  |                                                                 |

|  | Opuntioideae   |
|  |                |
|  | Maihuenioideae |
|  |                |

|  | \| \| Opuntioideae \| \| \| \| \| \| Maihuenioideae \| \| \| \| |
|  |                                                                 |
|  | Cactoideae                                                      |
|  |                                                                 |
|  | Opuntioideae                                                    |
|  |                                                                 |
|  | Maihuenioideae                                                  |
|  |                                                                 |

|  | Opuntioideae   |
|  |                |
|  | Maihuenioideae |
|  |                |

|  | \| \| Opuntioideae \| \| \| \| \| \| Maihuenioideae \| \| \| \| |
|  |                                                                 |
|  | Cactoideae                                                      |
|  |                                                                 |
|  | Opuntioideae                                                    |
|  |                                                                 |
|  | Maihuenioideae                                                  |
|  |                                                                 |

|  | Opuntioideae   |
|  |                |
|  | Maihuenioideae |
|  |                |

|  | \| \| Opuntioideae \| \| \| \| \| \| Maihuenioideae \| \| \| \| |
|  |                                                                 |
|  | Cactoideae                                                      |
|  |                                                                 |
|  | Opuntioideae                                                    |
|  |                                                                 |
|  | Maihuenioideae                                                  |
|  |                                                                 |

|  | Opuntioideae   |
|  |                |
|  | Maihuenioideae |
|  |                |

|  | \| \| Opuntioideae \| \| \| \| \| \| Maihuenioideae \| \| \| \| |
|  |                                                                 |
|  | Cactoideae                                                      |
|  |                                                                 |
|  | Opuntioideae                                                    |
|  |                                                                 |
|  | Maihuenioideae                                                  |
|  |                                                                 |

|  | Opuntioideae   |
|  |                |
|  | Maihuenioideae |
|  |                |

|  | \| \| Opuntioideae \| \| \| \| \| \| Maihuenioideae \| \| \| \| |
|  |                                                                 |
|  | Cactoideae                                                      |
|  |                                                                 |
|  | Opuntioideae                                                    |
|  |                                                                 |
|  | Maihuenioideae                                                  |
|  |                                                                 |

|  | Opuntioideae   |
|  |                |
|  | Maihuenioideae |
|  |                |

|  | \| \| Opuntioideae \| \| \| \| \| \| Maihuenioideae \| \| \| \| |
|  |                                                                 |
|  | Cactoideae                                                      |
|  |                                                                 |
|  | Opuntioideae                                                    |
|  |                                                                 |
|  | Maihuenioideae                                                  |
|  |                                                                 |

|  | Opuntioideae   |
|  |                |
|  | Maihuenioideae |
|  |                |

|  | \| \| Opuntioideae \| \| \| \| \| \| Maihuenioideae \| \| \| \| |
|  |                                                                 |
|  | Cactoideae                                                      |
|  |                                                                 |
|  | Opuntioideae                                                    |
|  |                                                                 |
|  | Maihuenioideae                                                  |
|  |                                                                 |

|  | Opuntioideae   |
|  |                |
|  | Maihuenioideae |
|  |                |

|  | \| \| Opuntioideae \| \| \| \| \| \| Maihuenioideae \| \| \| \| |
|  |                                                                 |
|  | Cactoideae                                                      |
|  |                                                                 |
|  | Opuntioideae                                                    |
|  |                                                                 |
|  | Maihuenioideae                                                  |
|  |                                                                 |

|  | Opuntioideae   |
|  |                |
|  | Maihuenioideae |
|  |                |

|  | \| \| Opuntioideae \| \| \| \| \| \| Maihuenioideae \| \| \| \| |
|  |                                                                 |
|  | Cactoideae                                                      |
|  |                                                                 |
|  | Opuntioideae                                                    |
|  |                                                                 |
|  | Maihuenioideae                                                  |
|  |                                                                 |

|  | Opuntioideae   |
|  |                |
|  | Maihuenioideae |
|  |                |

|  | \| \| Opuntioideae \| \| \| \| \| \| Maihuenioideae \| \| \| \| |
|  |                                                                 |
|  | Cactoideae                                                      |
|  |                                                                 |
|  | Opuntioideae                                                    |
|  |                                                                 |
|  | Maihuenioideae                                                  |
|  |                                                                 |

|  | Opuntioideae   |
|  |                |
|  | Maihuenioideae |
|  |                |

|  | \| \| Opuntioideae \| \| \| \| \| \| Maihuenioideae \| \| \| \| |
|  |                                                                 |
|  | Cactoideae                                                      |
|  |                                                                 |
|  | Opuntioideae                                                    |
|  |                                                                 |
|  | Maihuenioideae                                                  |
|  |                                                                 |

|  | Opuntioideae   |
|  |                |
|  | Maihuenioideae |
|  |                |

|  | \| \| Opuntioideae \| \| \| \| \| \| Maihuenioideae \| \| \| \| |
|  |                                                                 |
|  | Cactoideae                                                      |
|  |                                                                 |
|  | Opuntioideae                                                    |
|  |                                                                 |
|  | Maihuenioideae                                                  |
|  |                                                                 |

|  | Opuntioideae   |
|  |                |
|  | Maihuenioideae |
|  |                |

|  | \| \| Opuntioideae \| \| \| \| \| \| Maihuenioideae \| \| \| \| |
|  |                                                                 |
|  | Cactoideae                                                      |
|  |                                                                 |
|  | Opuntioideae                                                    |
|  |                                                                 |
|  | Maihuenioideae                                                  |
|  |                                                                 |

|  | Opuntioideae   |
|  |                |
|  | Maihuenioideae |
|  |                |

|  | \| \| Opuntioideae \| \| \| \| \| \| Maihuenioideae \| \| \| \| |
|  |                                                                 |
|  | Cactoideae                                                      |
|  |                                                                 |
|  | Opuntioideae                                                    |
|  |                                                                 |
|  | Maihuenioideae                                                  |
|  |                                                                 |

|  | Opuntioideae   |
|  |                |
|  | Maihuenioideae |
|  |                |

|  | \| \| Opuntioideae \| \| \| \| \| \| Maihuenioideae \| \| \| \| |
|  |                                                                 |
|  | Cactoideae                                                      |
|  |                                                                 |
|  | Opuntioideae                                                    |
|  |                                                                 |
|  | Maihuenioideae                                                  |
|  |                                                                 |

|  | Opuntioideae   |
|  |                |
|  | Maihuenioideae |
|  |                |

|  | \| \| Opuntioideae \| \| \| \| \| \| Maihuenioideae \| \| \| \| |
|  |                                                                 |
|  | Cactoideae                                                      |
|  |                                                                 |
|  | Opuntioideae                                                    |
|  |                                                                 |
|  | Maihuenioideae                                                  |
|  |                                                                 |

|  | Opuntioideae   |
|  |                |
|  | Maihuenioideae |
|  |                |

|  | \| \| Opuntioideae \| \| \| \| \| \| Maihuenioideae \| \| \| \| |
|  |                                                                 |
|  | Cactoideae                                                      |
|  |                                                                 |
|  | Opuntioideae                                                    |
|  |                                                                 |
|  | Maihuenioideae                                                  |
|  |                                                                 |

|  | Opuntioideae   |
|  |                |
|  | Maihuenioideae |
|  |                |

## Ekologia
Kaktusowate występują głównie na terenach suchych, na pustyniach i półpustyniach oraz w górach. Niektóre gatunki rosną w lasach tropikalnych jako epifity. Biotop większości kaktusów jest skrajnie ubogi w wodę, dostęp do substancji odżywczych jest również utrudniony. W przypadku epifitów rosnących w lasach deszczowych problem z dostępem do wody wiąże się z jej szybkim parowaniem. Rośliny znajdują się tam pod silnym działaniem promieniowania słonecznego. Jedynie niektóre z nich (np. szlumbergera) rosną w stanowiskach półcienistych. Kaktusy wykazują szereg przystosowań umożliwiających znoszenie silnego nasłonecznienia, także wysokiego poziomu promieniowania UV i niedostatku wody w otoczeniu. Są odporne na działanie wysokiej temperatury, na znaczne jej wahania dobowe (na pustyniach dochodzące do 40 °C), niektóre gatunki znoszą też spadki temperatur sięgające poniżej −5 °C. Większość kaktusów dość szybko jednak ginie, gdy niskiej temperaturze towarzyszy wysoka wilgotność.
Występują w towarzystwie innej roślinności typowej dla terenów pustynnych i półpustynnych, zwłaszcza wśród innych przedstawicieli rodziny, ale także drzew i krzewów np. akacji.
Ciernie kaktusowatych są wynikiem przystosowania do kserotermicznych warunków życia, a także stanowią mechanizm obronny utrudniający zjedzenie przez roślinożerców. W przypadku braku naturalnych wrogów (np. na wyspach, gdzie nie występują większe zwierzęta roślinożerne) większość osobników Opuntia stricta może w ogóle nie wytwarzać cierni, podczas gdy w zbliżonych warunkach, ale różniących się ilością i wielkością zwierząt, niemal wszystkie osobniki są uzbrojone. Inne zabezpieczenia przed zjedzeniem spotykane wśród kaktusowatych to zawartość w tkankach gorzkich lub trujących substancji oraz upodobnianie się do otoczenia (np. kaktusy z rodzaju Ariocarpus przypominają kawałki skał porośnięte porostami).
Pomimo posiadania cierni, kaktusy odgrywają ważną rolę w łańcuchu troficznym. Są producentami. W naturalnym środowisku atakuje je wiele pasożytów, np. czerwce. Owoce niektórych gatunków z rodzaju Ferocactus są zjadane przez ptaki, mulaki, gryzonie i inne zwierzęta wszystkożerne lub roślinożerne. Niektóre kaktusy o pokroju kolumnowym oprócz pokarmu dostarczają schronienia owadom i innym organizmom w swoich owocach. Carnegiea gigantea, zwany również „Kaktusem Saguaro” oprócz pożywienia dostarcza faunie wody. Magazynuje jej duże ilości, a w okresach suszy spożywają go często zięby i gryzonie.
Mimo to ciernie są poważną przeszkodą w spożywaniu roślin. Przykładowo gatunki z rodzaju Ferocactus nie są często zjadane w całości, ponieważ ich ciernie są dosyć długie i twarde. Z tego powodu zwierzęta wykorzystują każdą sytuację, w której kaktusy utracą uzbrojenie, np. na skutek pożaru, by się posilić. Takie zachowanie można zaobserwować wśród bydła i zajęczaków.

## Zagrożenie i ochrona

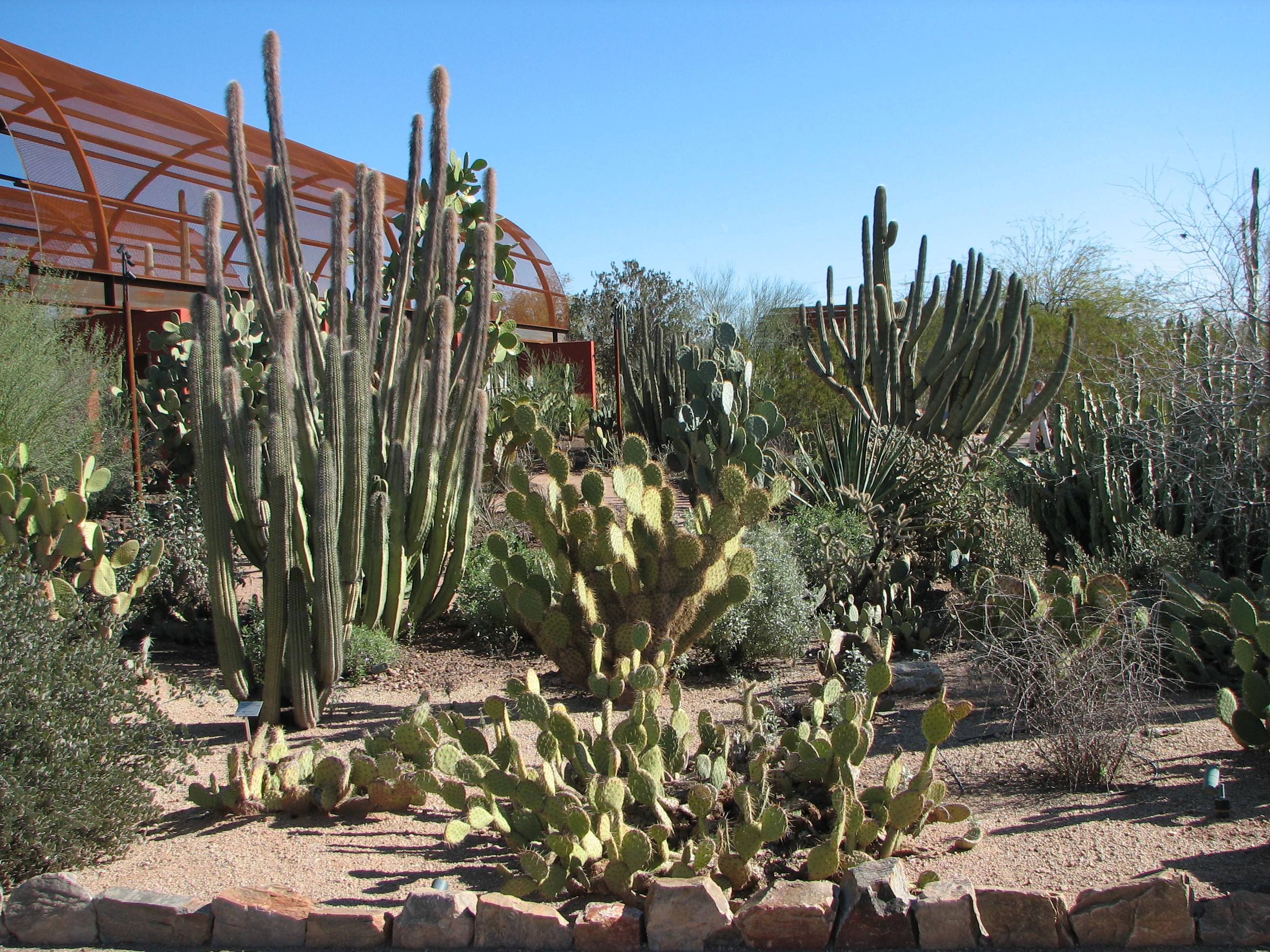
Kaktusowate w Pustynnym Ogrodzie Botanicznym

Popularność kaktusów w uprawie przez długi czas skutkowała dewastacją ich naturalnych stanowisk, zwłaszcza w Stanach Zjednoczonych i Meksyku. Niekontrolowany zbiór okazów rosnących w naturze z przeznaczeniem do upraw na całym świecie, a także wykorzystanie gospodarcze wielu gatunków przez ludność tubylczą, były głównymi powodami narastania zagrożenia dla przetrwania wielu gatunków. Przełomem dla coraz bardziej tragicznej sytuacji naturalnych populacji kaktusów stała się podpisana w 1973 roku Konwencja o Handlu Zagrożonymi Gatunkami Dzikiej Fauny i Flory – CITES. Najbardziej zagrożone eksploatacją ze stanowisk naturalnych gatunki wymienione zostały w załączniku I tej konwencji i objęte zostały zakazem pozyskiwania z naturalnych miejsc występowania. W załączniku znalazło się 38 taksonów, w sumie około 100 gatunków (m.in. wszystkie gatunki z rodzajów Ariocarpus i Pelecyphora). Wszystkie pozostałe kaktusy umieszczone zostały w załączniku II. W Czerwonej księdze gatunków zagrożonych (IUCN) umieszczonych zostało 157 gatunków kaktusowatych. Dwa gatunki (Mammillaria glochidiata i M. guillauminiana) uznano za wymarłe w stanie naturalnym (zachowały się jednak w uprawie). 33 gatunki uznano za krytycznie zagrożone. W niektórych krajach kaktusowate chronione są dodatkowo przepisami krajowymi, np. w Meksyku 257 gatunków chronionych jest prawnie za pomocą regulacji NOM-ECOL-059. Stworzono też wiele parków narodowych i rezerwatów, na terenie których występują kaktusowate stanowiąc przedmiot ochrony. Park Narodowy Saguaro w południowo-wschodniej części stanu Arizona objął ochroną wiele gatunków tych roślin. Nazwę zawdzięcza kaktusowi Saguaro, czyli Cereus giganteus.

## Zastosowanie

### Rośliny ozdobne
Wiele kaktusowatych jest uprawianych jako rośliny ozdobne, przy czym w zależności od warunków klimatycznych i gatunku sukulenta uprawiane są w domach, szklarniach lub w ogrodach. Do ich najważniejszych walorów należy egzotyczny wygląd i łatwość w uprawie, a także efektowne kwiaty.

### Rośliny jadalne
Niektóre kaktusy wytwarzają jadalne owoce. Przykładem jest np. opuncja figowa (Opuntia fikus-indica), która udomowiona, zdziczała i rozpowszechniła się w całym basenie Morza Śródziemnego. Z owoców ferokaktusa sporządza się potrawę Tuna de bizanga. Owoce innych gatunków są spożywane zarówno w stanie świeżym, jak i kandyzowane, podobnie zresztą jak krojone pędy. Owoce i nasiona niektórych kaktusowatych (np. karnegii olbrzymiej Carnegiea gigantea) wykorzystuje się przy sporządzaniu wina. Ze względu na magazynowanie przez kaktusy znacznych ilości wody, w okresach suszy ich soczysty miąższ ratował bydło i ludzi. Miazga kaktusów (zwłaszcza opuncji) używana jest do wytwarzania paszy. Archeologiczne dowody świadczą o spożywaniu kaktusów przez ludzi już 9 tys. lat temu.

### Rośliny lecznicze
Niektóre gatunki mają właściwości lecznicze. Karnegia olbrzymia (Carnegiea gigantea) zawiera alkaloidy wykorzystywane w leczeniu reumatyzmu. Cereus repandus (Linnaeus) Miller jest wykorzystywany do leczenia biegunki. Z innych (np. ferkokaktusa) wykonuje się okłady. Również wykorzystując sztywność i brak cierni u niektórych kaktusowatych używano ich do usztywniania np. złamanych kończyn. Jazgrza Williamsa (Lophophora williamsii) służy do leczenia wielu schorzeń, np. zapalenia stawów i cukrzycy. Inne zwalczają pasożyty wewnętrzne, a nawet wspomagają pracę serca. Właściwości przeciwnowotworowe odkryto u opuncji figowych. W ramach eksperymentu wyciąg z kaktusa podawano chorym myszom. Po pewnym czasie okazało się, że niektóre wyzdrowiały, a wzrost komórek nowotworowych został w dużym stopniu zahamowany. Podobne wyniki osiągnięto podając go ludziom. Poza tym wiele związków wchodzących w skład opuncji ma właściwości przeciwutleniające.

### W obrzędach religijnych
W obrzędach religijnych niektórych Indian kaktusy znajdowały zastosowanie jako rośliny halucynogenne, umożliwiające kontakt z bóstwami. Jazgrza Williamsa (peyotl) była nawet uznawana za świętą roślinę, zjedzona wprowadzała szamanów w trans. Niejednokrotnie kaktusy same były też czczone jako bóstwa. Ogromne egzemplarze gatunków kulistych stanowiły ofiarne ołtarze, a mocnych, zdrewniałych cierni używano do zabijania ofiar. W takim celu stosowany był m.in. Echinocactus ingens. Z wielu kaktusów sporządzano talizmany chroniące przed uderzeniem pioruna, chorobą i innymi nieszczęściami. Znaczenie takie miały m.in.: jazgrza Williamsa (Lophophora williamsii), Mammillaria micromeris, Ariocarpus fissuratus. Mammillaria lasiacantha chroniła przed kradzieżą. Jazgrza Williamsa ze względu na silnie narkotyczne działanie alkaloidów stosowana była podczas uroczystości rytualnych .

### Inne
Przedstawiciele kaktusowatych (opuncje) służą do hodowli pluskwiaków z gatunku Dactylopius coccus, służących do produkcji czerwonego barwnika. Barwnik znany i ceniony był zarówno przez Azteków, jak i Europejczyków. Kaktusy rzadko są jeszcze używane w gospodarstwach domowych, np. z cierni ferokaktusów wykonuje się igły i szpilki, a ich pędy wykorzystywano jako garnki. Cereus repandus jest używany do mycia naczyń. Miąższ Opuntia ficus-indica jest stosowany jako szampon do włosów. Zdrewniałe części Pereskia guamacho są wykorzystywane na opał. Duże okazy karnegii olbrzymiej (Carnegiea gigantea) służą Indianom Pima i Papago jako materiał do budowy domów. Niektóre gatunki pałczaków (Cereus) obficie wydzielające woski stosowane są przez Indian po wysuszeniu jako pochodnie.

## Uprawa

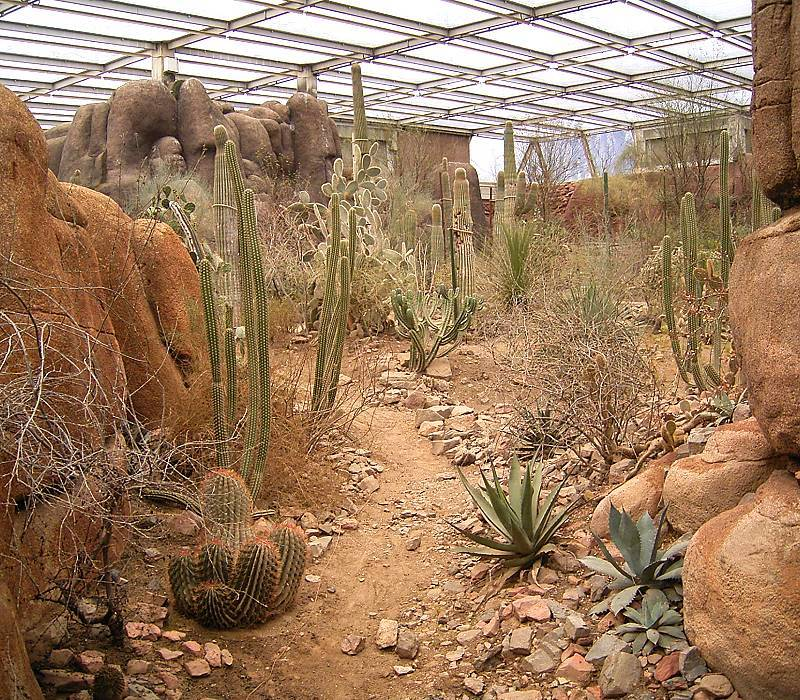
Kolekcja kaktusów w ogrodzie botanicznym Burgers' Zoo w Arnhem (Holandia)

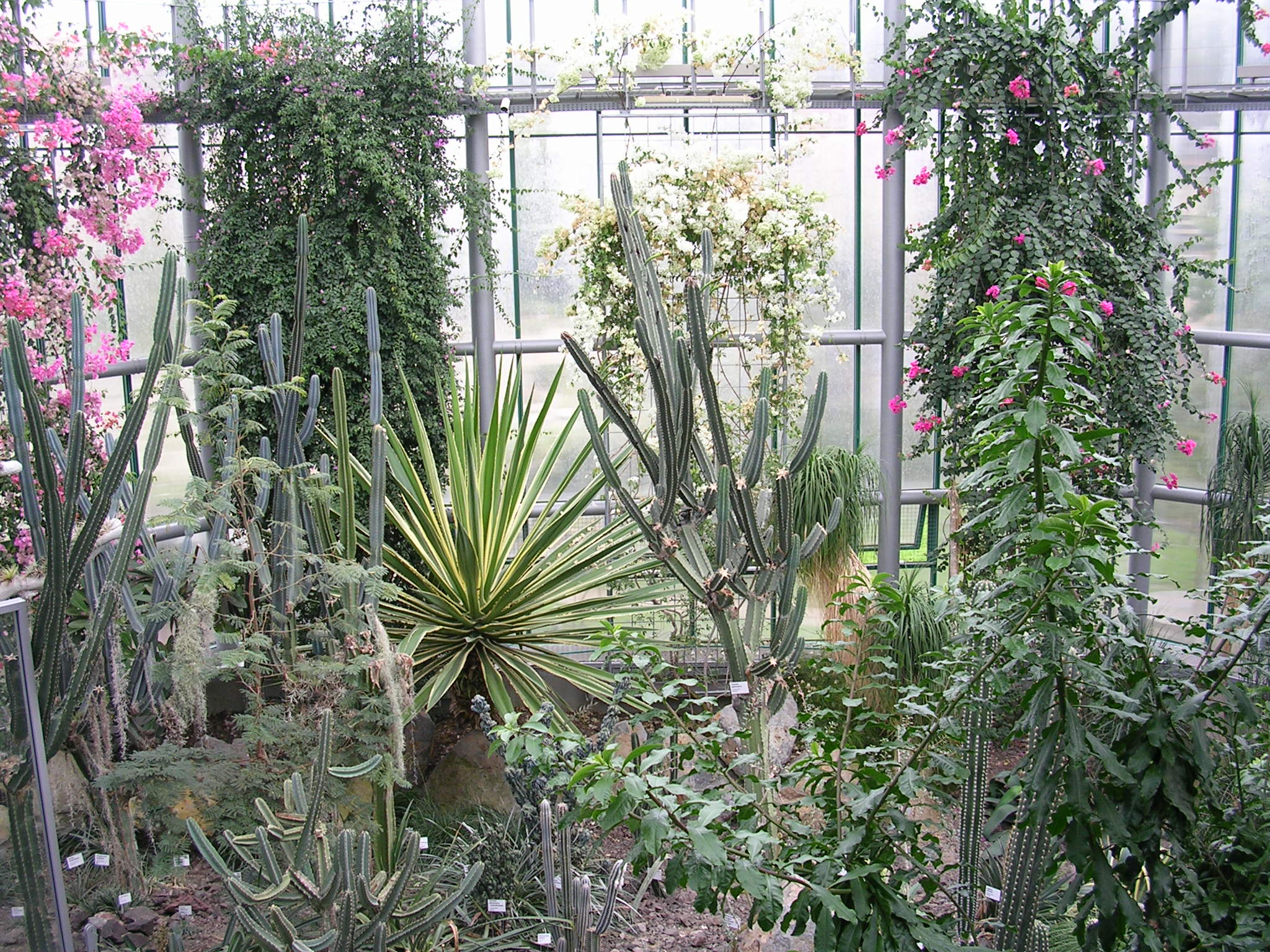
Kolekcja kaktusów w ogrodzie botanicznym w Libercu (Czechy)

Kaktusowate są roślinami z reguły łatwymi w uprawie, choć poszczególne gatunki różnią się wymaganiami i sposobami uprawy. W zależności od klimatu są uprawiane jako rośliny ogrodowe, szklarniowe lub doniczkowe. Kaktusy, choć są roślinami pustynnymi, nadają się do upraw hydroponicznych. Niektóre gatunki lub odmiany trudno rozmnażać inaczej niż przez szczepienie. Wiele gatunków w uprawie w pojemnikach (doniczkach) nie osiąga rozmiarów właściwych dla nich na stanowiskach naturalnych. Niektóre gatunki mogą być trzymane w ogrodzie. Mimo to należy uważać by nie przemarzły zimą i zapewnić im przepuszczalną ziemię. Profesjonalni hodowcy, którzy kolekcjonują większe ilości roślin, trzymają je w szklarniach, także niewielkich rozmiarów (tzw. „szklarenkach”), które mogą być umiejscowione w ogrodzie, na balkonie lub parapecie.
HistoriaEgzotyczny wygląd przedstawicieli rodziny od początku robił duże wrażenie na Europejczykach. Już pierwsi żeglarze przywozili je na stary kontynent. Popularnością cieszyły się zwłaszcza opuncje, które szybko rozprzestrzeniły się poza uprawy i zadomowiły najpierw w Hiszpanii, a później w całym basenie Morza Śródziemnego. Chętnie sprowadzano także melokaktusy ze względu na ich ozdobne cefalia. W latach 30. XIX wieku, po zniesieniu blokad morskich z okresu wojen napoleońskich, kaktusy stały się popularne w uprawie w krajach europejskich. O ich popularności świadczyć może cena okazu kaktusa Ariocarpus kotschoubayanus wynosząca w 1840 r. 200 dolarów (roślina była warta więcej niż złoto tej samej wagi). W XX wieku większość przedstawicieli kaktusowatych stała się łatwo dostępna, a ich uprawa nabrała charakteru masowego .
WymaganiaKaktusowate wymagają zwykle dużej ilości światła. Jedynie niektóre rosną na stanowiskach cienistych i półcienistych, np. pochodząca z wilgotnych lasów równikowych szlumbergera. Każdy sukulent ma nieco odmienne upodobania glebowe, jednakże dobrze rośnie w uniwersalnej ziemi do kaktusów lub innych sukulentów (odpowiednią glebą jest mieszanina składająca się w 1/3 z ogrodniczego lub gruboziarnistego piasku oraz zwykłej ziemi kompostowej). Pożądana zawartość składników mineralnych w substracie (glebie) jest różna dla różnych rodzajów i gatunków. Podobnie jest z jego pH. Mammillaria plumosa rozwijają się lepiej, jeśli do ich gleby dodane zostaną kawałki wapienia, gdyż roślina w warunkach naturalnych rośnie na zboczach wapiennych. Gatunki leśne, takie jak Epiphyllum, wymagają żyznej ziemi o odczynie kwaśnym. Poza tym gleba musi mieć odpowiednią strukturę. Przykładowo Opuntia marenae wymaga podłoża wapniowego, które zawiera grudy wapienia zaś Opuntia macrocentra bardziej sypkiego i drobnoziarnistego substratu składającego się z wyprażonej ziemi gliniastej, rozdrobnionego torfu z mchu torfowca oraz gruboziarnistego piasku. Kaktusowate wymagają także dobrej cyrkulacji powietrza i dużej przepuszczalności podłoża. Gleby zatrzymujące wodę są niekorzystne dla roślin i mogą doprowadzić do ich gnicia, a w konsekwencji nawet śmierci. Sukulenty powinny mieć zapewnioną stałą temperaturę w czasie okresu wegetacyjnego wynoszącą co najmniej 20 °C, ale nie więcej niż 40 °C.
Istnieją gatunki kaktusów, które mogą przetrwać temperaturę do −30 °C. Z tego powodu mogą być hodowane w warunkach klimatu umiarkowanego w gruncie. W naturalnych warunkach występują w Ameryce Północnej. Przykładem takiej rośliny są Opuntia fragilis i Opuntia phaeancantha. Tworzą one niskie, rozgałęzione kępy o owalnych lub kolistych członach. Jesienią opuncje kurczą się i marszczą na skutek odparowania nadmiaru wody. Inaczej pod wpływem niskiej temperatury woda zamarzłaby, zwiększając swoją objętość i niszcząc kaktusa. Prawidłowo pielęgnowane rośliny kwitną i wydają owoce każdego lata.

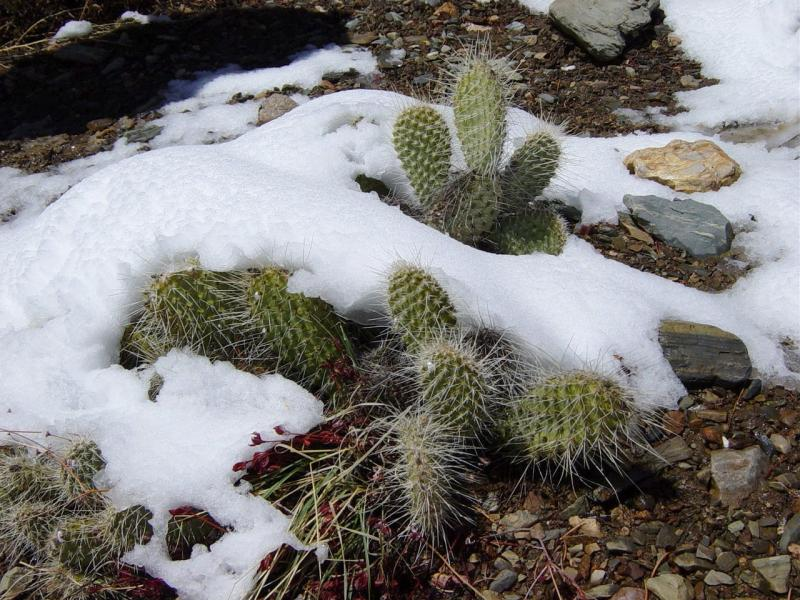
Kaktusy w śniegu

PielęgnacjaKaktusowate powinno się przesadzać rzadko. Są roślinami sucholubnymi i częste podlewanie jest dla nich szkodliwe. Nie nawadnia się kaktusów zimą, gdyż przechodzą wtedy okres spoczynku. O zbyt słabym podlewaniu świadczą wgłębienia i pomarszczone liście. Z kolei o nadmiernym podlewaniu świadczy gnicie rośliny, które objawia się jej gąbczastością i utratą koloru (roślina brązowieje i czernieje w niektórych miejscach). Kaktusy wymagają zasilania nawozami sztucznymi, specjalnie przygotowanymi dla kaktusów i innych sukulentów. Częstotliwość nawożenia zależna jest w dużym stopniu od substratu i rodzaju odżywki (nawozu). Ziemia próchniczna zawiera w sobie wiele pierwiastków niezbędnych do życia sukulentom. Jeśli proporcja gleby próchniczej jest mniejsza, można podczas wegetacji zasilać rośliny przynajmniej raz na miesiąc. Nie nawozi się roślin zimą.
SzczepienieZe względu na swój kształt i możliwości adaptacji niektóre gatunki są roślinami często szczepionymi. Zabieg ten stosuje się głównie w przypadku kaktusów rosnących szczególnie wolno. Podczas szczepienia kaktusowatych ważne jest zachowanie czystości, na przykład używanie umytych narzędzi, mycie rąk i tym podobne. Zwiększa to szansę na przeżycie rośliny. Podkładka musi być w bardzo dobrej kondycji.
RozmnażanieKaktusy można rozmnożyć za pomocą nasion (generatywnie) i rozłogów (wegetatywnie). Także szczepienia przynoszą efekty. Gdy nasiona skiełkują są one podatne na ataki grzybów i szkodników. Wymagają też osłony przed silnym wiatrem i w miarę stałej temperatury. Substrat dla siewki musi być przepuszczalny. Powinien być odporny na sterylizację i swoje właściwości zachowywać do czasu pierwszego pikowania. Dla gatunków występujących na glebach wapiennych (np. Ariocarpus, Astrophytum, Echinomastus, Echinofossulocactus, Escobaria, Epithelantha, Gymnocactus, Lophophora, Pelecyphora, Thelocactus, Turbinicarpus, Cephalocereus senilis, niektóre Echinocereus, Coryphantha, Mammillaria) należy dodawać wapień do ziemi, w której planuje się wysiać nasiona. Temperatura dla siewek powinna (w zależności od rodzaju) wahać się w okolicach 15–35 °C. Gatunki wysokogórskie (np. Rebutia, Aylostera, Lobivia, Oreocereus oraz niektóre gatunki z rodzaju Parodia) preferują niższe temperatury (do 20 °C), gatunki pochodzące z nizinnych terenów rosną najlepiej w temperaturze nie przekraczającej 30 °C. Ciepłolubne kaktusy (np. Melocactus, Dyskocactus i Ariocarpus) najlepiej kiełkują w wysokich temperaturach. Bardzo ważnym elementem jest także oświetlenie. Kaktusowate potrzebują dużych ilości światła (najlepiej słonecznego, gdyż sztuczne oświetlenie nie jest odpowiednie na dłuższy czas). Brak światła sprawia, że rośliny bledną i zwykle umierają. Pęcznienie nasion to pierwszy etap w procesie kiełkowania. Pobierając wodę zwiększają swoją wagę przeciętnie o 20–30%. Zachodzące pod wpływem wody procesy powodują wzrost i wykształcenie się zarodka. Po upływie ok. 4 dni łupinka pęka i ukazuje się korzonek kiełka.
Choroby i szkodnikiKaktusy są roślinami dosyć rzadko atakowanymi przez choroby i szkodniki. Zwykle pojawienie się choroby u tej rodziny sukulentów jest spowodowane nieodpowiednimi warunkami przetrzymywania roślin. Kaktusowate są głównie atakowane przez wełnowce, mszyce szklarniowe, czerwce, mączliki, roztocze, aczkolwiek mogą na nich żerować także inne pasożyty roślin. Prawie wszystkie rodzaje z tej rodziny są rzadko dotykane przez bakteriozy (choroby wywoływane przez bakterie). Czerwone plamki na roślinach nie są oznaką choroby a oparzenia spowodowanego podlewaniem całej rośliny w upalne dni. Rośliny bywają atakowane przez wirusy. Jednym ze znanych wirusów kaktusów jest Cactus X potexvirus. Występują one prawdopodobnie na całym świecie (z wyjątkiem chłodnych rejonów np. Antarktydy). Objawem infekcji są lokalne zmiany na sukulencie, w szczególności martwice i chlorozy (zanik chlorofilu, zielonego barwnika roślin). Niekiedy kaktusy mogą zostać zaatakowane przez pasożytnicze grzyby.
Aby zmniejszyć ryzyko wystąpienia chorób o kaktusowate należy odpowiednio dbać. Przestrzeganie zasad pielęgnacji sukulentów znacznie minimalizuje ryzyko wystąpienia chorób. W celu zwalczania szkodników najlepiej używać środków chemicznych. Dodatkowo można stosować słabe środki zapobiegawcze na wiosnę i jesień. Wirusy przenoszą się najczęściej gdy zakażony sukulent ma kontakt z innym, zdrowym. Niekiedy dochodzi jednak do sytuacji, w których lepiej pozbyć się chorej rośliny niż próbować ją leczyć (np. w przypadku choroby wirusowej). Gdy profilaktyka roślin jest prowadzona systematycznie, to szanse wystąpienia szkodników i grzybów są małe. Bakteriozy i wiriozy nie są z reguły spotykane w małych hodowlach.
Okres spoczynkuTrwa on od późnej jesieni do wczesnej wiosny. Kaktusowate wymagają zapewnienia w tym czasie odpowiednich warunków. Roślin nie powinno się podlewać, chyba że grozi im uschnięcie. Nadmierne podlewanie może doprowadzić do rozwoju zgnilizny. Temperatura w czasie zimowania nie powinna przekraczać 20 °C. Nie może również spaść poniżej 0 °C, gdyż roślina przemarznie. W okresie spoczynku w sprzyjających warunkach rozwój sukulentów zostaje znacznie spowolniony lub też całkowicie zahamowany, a roślina odpoczywa. Czas ten kaktusy wykorzystują do zawiązania pąków kwiatowych, które rozwiną się w lecie. Błędy popełniane przez hodowców w czasie zimowania roślin mogą opóźnić ich kwitnienie lub nawet całkowicie je zahamować.

Godło Meksyku przedstawiające kaktus, na którym stoi orzeł

Herb Meksyku

## Obecność w kulturze i symbolice
Kaktusowate odgrywały ogromną rolę w kulturze Indian na długo przed przybyciem europejczyków na kontynent amerykański. Tworzyli oni ilustracje i rzeźby kaktusowatych, używali w obrzędach religijnych. Tenochtitlán, dawne miasto w Meksyku, będące stolicą Azteków oznacza w języku nahuatl „Miejsce Owocu Kaktusa” lub „Kaktusowa Skała”. Państwowe godło Meksyku do dziś przedstawia orła, węża i kaktus.
Występują też w literaturze, np. w książkach dla dzieci z serii detektyw Pozytywka (autorstwa Grzegorza Kasdepkego), gdzie tytułowy bohater posiadał kaktusa służącego mu czasami do samoobrony.
Na terenie Ameryki Północnej przetrwały kamienie przypominające koła zębate, których znaczenie jest przedmiotem badań. Na podstawie różnych przesłanek, np. ich kształtu oraz wykorzystywania pociętych pędów kaktusów przez tubylców do gier, wysunięto teorię, iż przynajmniej niektóre z nich mogły być tworzone na podstawie przekrojów tych roślin.
Odilon Redon stworzył w 1881 roku obraz powiązany z tematyką kaktusowatych pt. Człowiek kaktus. Carl Spitzweg także namalował obraz z kaktusami. Stanisław Ignacy Witkiewicz eksperymentował (głównie w latach 30 XX wieku) z halucynogenną jazgrzą Williamsa (Lophophora williamsii). Po jego spożyciu namalował wiele obrazów. Carl Larsson, szwedzki malarz oraz architekt wnętrz stworzył obraz przedstawiający kaktus na stole.

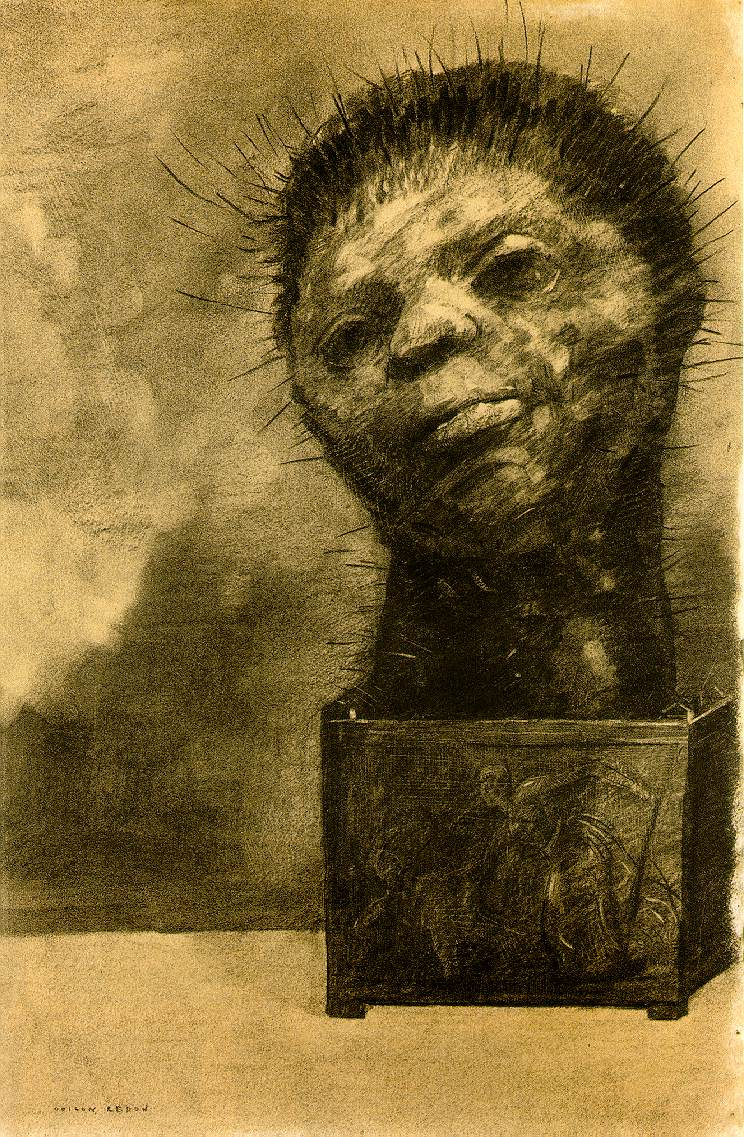
Odilon Redon, Człowiek kaktus, 1881
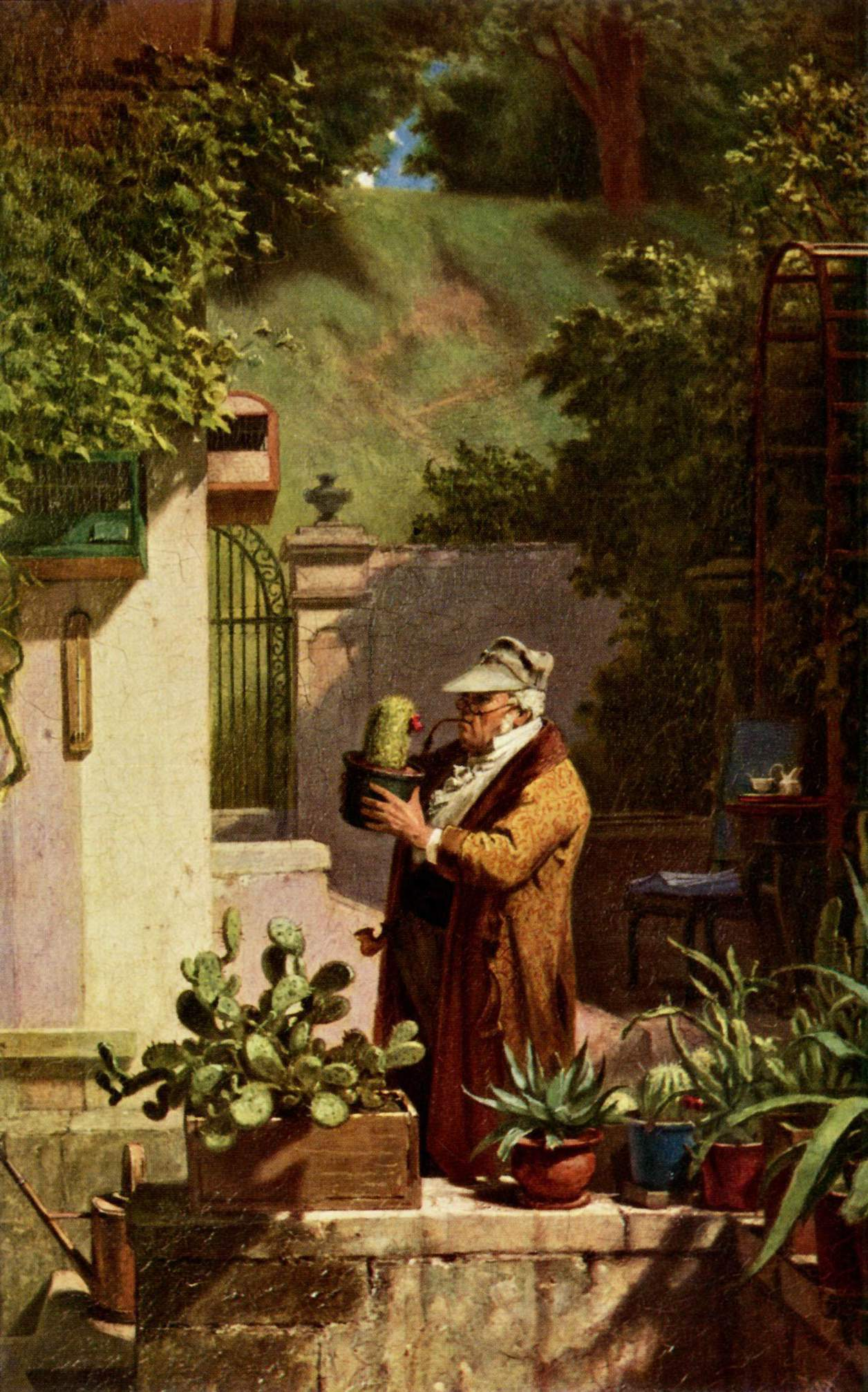
Obraz Carla Spitzega pt. Kaktus Przyjaciel
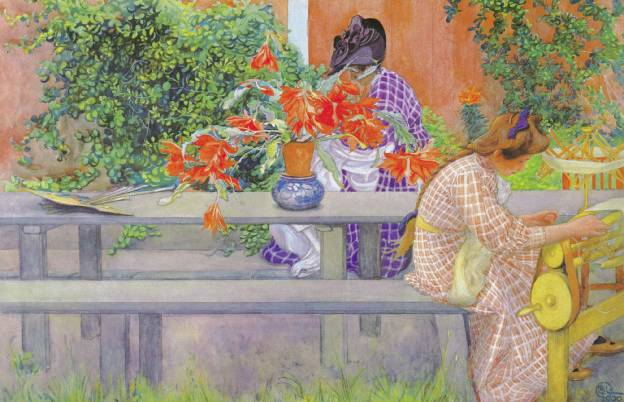
Obraz Carla Larrsona pt. Karin i Brita z kaktusem